# サンテレビボックス席

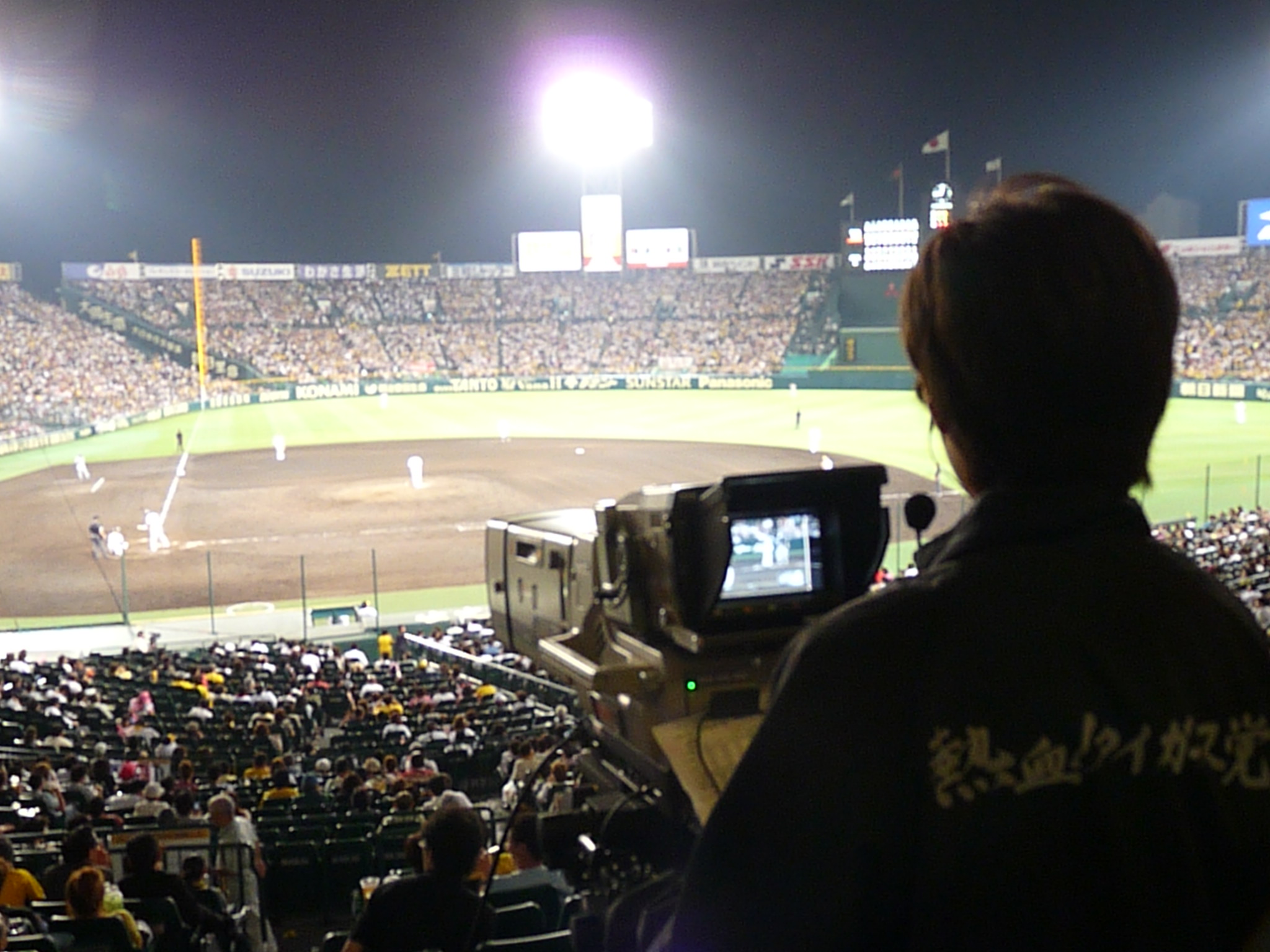
阪神甲子園球場で行われるタイガース戦を中継するサンテレビのクルー。

『サンテレビボックス席』（サンテレビボックスせき）は、サンテレビで放送されているプロ野球中継番組である。
1969年（昭和44年）の開局当初から続く、サンテレビを代表する看板番組の一つ。
当初はモノクロ映像・モノラル音声だったが、映像は1972年4月20日からカラー放送に、2006年4月12日からはハイビジョン放送となり、音声は1992年よりステレオ放送を開始した。
なお、この項目では、2025年7月7日から放送している『Monday Night ボックス席』についても記述する。

## 概要

### ノーカット完全生中継
阪神タイガースの対戦カードを、ホーム・（地方開催も含めて）ビジター問わず毎年数多く中継している。また、阪神と同じく関西地区を地盤とするオリックス・バファローズの主催試合も年間数試合程度中継している（但し2016年以降のオリックス戦は対阪神戦を除いて中継されていない）。

阪神タイガースでは、伝統的に各種メディアを通じた試合中継をできるだけ多くの放送局（NHKも含む）に担当させる方針を貫いており、サンテレビではホーム・ビジター問わず阪神タイガース戦の中継を積極的に行っている。加えて、番組編成の自由度が高い独立局の利点を最大限に生かし、地上波テレビ局では珍しく「全試合・試合開始から終了まで、完全生中継」を行っている。これは日本初の試みでもあり、1990年代に阪神のセントラル・リーグ総合順位が低迷していた時期であっても、決して取り止めることはなかった。
サンテレビの中継では、（テレビ放送であっても）投手の投球を漏れなく実況することをモットーに、イニング間に挿入するスポンサーなどのCMを最長でも90秒（1分30秒）間にとどめている。ただし、試合の展開にかかわらず最後まで中継するため、中継の延長によって後続の番組の放送時間を繰り下げる措置を頻繁に講じている。このため、基本的に24時間放送は実施しておらず、放送休止に入る時刻を他局より早い25時台～26時台に設定するなどして、当日に編成していた番組が放送できない事態に陥らないように配慮している。
このことから地上デジタル放送が開始して以降、独立局に多く見られるサブチャンネルによるトップ＆リレー中継は一度も放送されたことはない。
サンテレビの公式サイト内に掲載されている月間番組表では『○曜ナイター サンテレビボックス席』と紹介されており、かつては番組内のタイトルロゴにも「○曜ナイター（日中開催の生放送である場合は「プロ野球中継」）と表記されていた。
1985年（昭和60年）には朝日放送（当時。現：朝日放送テレビ）と業務提携を結び、それまで朝日放送が放映権を独占していた水曜日のナイターと日曜日のデーゲームを、トップ&リレー形式で放映するようになった（一部の試合を除き、KBS京都も同時ネット）。日曜日のナイターについても、朝日放送テレビの制作でサンテレビが全編完全中継を行うようになった（sky・A sports+でも同時あるいは録画放送）。この提携により、朝日放送テレビの専属解説者がこの番組にも出演するようになった（一部の解説者は、サンテレビと朝日放送テレビ両方の専属解説者として契約している）。さらに、この番組の中継映像をテレビ朝日系列向けにニュース素材として提供するようになった。
2006年（平成18年）には甲子園球場と京セラドーム大阪で開催される阪神戦がハイビジョン制作となり、翌2007年（平成19年）からは全試合ハイビジョン制作に移行している。2009年（平成21年）から数年間および2019年現在は地上デジタル放送とワンセグで連動データ放送を行っており、試合の経過状況を随時確認することができる。2019年以降は「いつdも（いつでも）ボックス席」という呼称を使用しており、サンテレビでの中継がない日も含めて阪神戦の試合状況を伝えている。ただしいずれも番組表やEPGには連動データ放送であることを表す「[デ]」記号は表記されない。
主に週末に行われるデーゲームの中継は、かつては競馬中継を優先していた関係で、当日の18時または19時から撮って出し形式で録画放送していた（ノーカットで試合終了まで放送）。ホームゲームに関しては、土曜日は朝日放送テレビ以外の在阪準キー局（読売テレビで中継することが多い）やNHKが中継するため、日曜日は2007年（平成19年）以降編成の都合がない限り朝日放送テレビが最大17:25まで中継するため、それぞれ中継しないケースが多い。なお、ビジターゲームの場合は巨人戦を除き生中継することもある。
かつてはサンテレビと在阪民放準キー局またはNHKとで地上波での並列生中継となるケースも多かった（後述も参照）が、阪急阪神ホールディングスが誕生した2006年以降は他局との調整や在阪民放準キー局独占での放映権獲得などもあり、地上波での並列生中継はほぼなくなったことで、それ以前と比較すると中継回数は減少している。ただ、近年でもNHKとでは地上波での並列生中継が行われることもある（その他、サンテレビで生中継・在阪民放準キー局で当日深夜に録画中継、というケースも稀にある）。2019年6月15日（土曜日）のオリックス対阪神戦では、サンテレビと関西テレビによる、民放局同士での並列生中継が久々に行われた。なお、当日は衛星放送のBSフジでも地上波関西テレビとの同時ネットで生中継された（18時・21時は裏送り）。2020年7月10日もサンテレビとMBSテレビとで並列放送が行われた（後述）。
- 近年の、サンテレビとNHKとでの並列生中継の参考事例…2014年5月16日[10]、2015年は5月9日[11] と9月1日[12]、2016年は6月17日[13] と6月18日[14] 2021年9月30日、2022年5月3日が該当。NHKは近畿地区のみの中継の場合、サブチャンネルで放送するケースがある。

夏休みシーズンの甲子園球場でのホームゲームについては、抽選で選ばれた球団公認ファンクラブのジュニア会員を放送席に招待しており、実況アナウンサーや解説者とトークを繰り広げる（ジュニア会員の出演は21時まで。朝日放送テレビ主管の完全中継とリレー中継を行う日は除く）。
かつては「ファン招待席」と題し、夏休み以外のシーズンに男性（月曜・金曜）、女性（火曜・木曜）、小・中学生（土曜）をそれぞれ招待。1991年4月19日（金曜日）の阪神対中日ナイトゲーム（甲子園）中継（実況：西澤暲、解説：工藤一彦）では、当時21歳（関西外国語大学の4年生）だった増田英彦（ますだおかだ）が、「ファン招待席」を通じて放送席から出演していた。
2019年（令和元年）5月6日（月曜日・振替休日）に放送された「（サンテレビ）開局50周年記念特別中継」（詳細後述）の時点では、NPBの公式戦を通算で4,209試合中継した。中継の内訳は、阪神戦が3,388試合、パシフィック・リーグの公式戦が674試合、ポストシーズン（日本シリーズなど）の試合が147試合であった。
2023年（令和5年）9月14日（木曜日）には、地上波テレビ局では唯一、阪神対巨人のナイトゲーム（甲子園球場）を「実況：湯浅明彦、解説：掛布雅之・真弓明信、ベンチリポート：村上昂輝（湯浅と村上はサンテレビのアナウンサー）」という陣容で完全生中継。阪神がこの試合での勝利によって2005年（平成17年）以来18年振りのセントラル・リーグ優勝を決めたことから、1997年（平成9年）以降にサンテレビで放送された番組としては最高の視聴率を記録した。平均視聴率は個人で13.4%、世帯で20.8%。阪神の優勝が決まった瞬間（20時51分）には、分別最高視聴率を記録した（個人で20%、世帯で29%）。実際には、試合が終了してからも、岡田彰布（監督）と岩崎優（クローザーを任されていた左投手）への胴上げ、優勝記念セレモニー、阪神ナインによる場内一周の模様を21:40まで中継している。

### 制作体制など
最初の中継は、サンテレビの開局6日目である1969年（昭和44年）5月6日に阪神甲子園球場で催された阪神対広島東洋カープ戦（試合時間3時間22分）。松島武雄アナウンサーが実況、阪急ブレーブスの人気選手だったロベルト・バルボンが解説を担当した。試合自体は19:03に始まったが、当時はNHK神戸放送局が兵庫県域のローカル放送を実施していなかったため、『NHKニュース』を放送した後の19:30から中継を開始。放送時間を延長したうえで、延長10回裏に藤田平（阪神内野手）のサヨナラ安打で試合が終了するまで中継を続けた。
日本国内のテレビ局で初めて、試合開始からのノーカット中継を始めたのは1970年（昭和45年）からである。なお、開局1年目の1969年のみ実況担当を松島に固定していたが、1970年以降は他局でのスポーツ実況の経験が豊富なアナウンサーと相次いで契約。1988年（昭和63年）からは、谷口英明を皮切りに、サンテレビの社員アナウンサーも実況陣に加わっている。社員からの登用に20年を要したのは、当時の社員アナウンサーが全員、報道部へ所属していたことなどによる。
1972年3月、サンテレビが大型カラー中継車を導入したことにより、自社制作番組のカラー化を完了したのを受け、この年の最初の放送である4月20日の甲子園球場の阪神対ヤクルトスワローズ戦からカラー放送を開始した。
サンテレビ局内には少なくとも、江夏豊が延長戦でノーヒットノーランとサヨナラ本塁打を記録した1973年（昭和48年）8月30日の阪神対中日ドラゴンズ戦（甲子園球場） 以降の試合の中継を収録した映像を、ビデオテープにして6000本以上保管。プロ野球シーズンの金曜日にナイトゲームを放送しない場合や、同曜日に中継予定のナイトゲームが中止になった場合には、過去に中継した1試合分の映像をダイジェスト形式で編集した『虎辞書なる!!』を放送している。
1999年（平成11年）5月1日には「開局30周年記念特別番組」として、初代解説者のバルボンを迎え、1イニングほど映像にモノクロ処理を施し、かつ開局当時のスコアテロップを用いて中継を行った。
1992年（平成4年）より、サンテレビの音声多重放送開始に伴い、順次ステレオ放送を開始（神宮球場での開幕戦・対ヤクルトスワローズ戦より）。この頃は名古屋テレビ（メ～テレ）の『ドラゴンズ倶楽部』用に映像配給をしていた。
1999年（平成11年）までは、CS放送のスカイ・AやGAORAに向けても同時・録画問わず積極的に配信していた。現在はほとんどがTigers-aiによる球団公式映像に切り替えたが、甲子園球場以外（倉敷マスカットスタジアム、坊っちゃんスタジアムなど）で開催される試合については引き続き配信している。
2006年（平成18年）5月9日放送の阪神対千葉ロッテマリーンズ戦で、サンテレビの阪神戦中継は通算2500試合を達成した。この記録は、日本では日本テレビに次いで2番目に達成されたものである。
2010年（平成22年）からはアナログ放送において、レターボックスを付加した画面比16:9サイズとなった（それまではサイドカット）。また、オープニング後すぐに番組協賛社の提供クレジットを出していたが、同年からはその日の出演者と制作局を表示し、提供クレジットは2回の攻撃終了時に表示するようになった。
2013年（平成25年）4月25日（木曜日）の中日ドラゴンズ対阪神ナイトゲーム中継（ナゴヤドーム、実況：湯浅明彦、解説：広澤克実・矢野燿大）で、阪神の公式戦中継が3000回に到達した。同月29日（月曜日）には、阪神対広島のデーゲーム中継（阪神甲子園球場）の前枠（13:00 - 13:55）で中継3000回記念特別番組『3000試合メモリアル!〜タイガースと共に〜』を、同球場のロイヤルスイートから谷口の司会で放送している。
サンテレビが開局45周年を迎えた2014年（平成26年）5月1日には、阪神対広島東洋カープのナイトゲーム中継を、「開局45周年記念特別中継」として甲子園球場から放送（実況：湯浅明彦、解説：矢野燿大）。初代解説者のバルボン、開始当初から2001年（平成13年）まで実況を担当していた西澤暲（フリーアナウンサー）、開局と同じ年に阪神へ入団したかつての主力打者・田淵幸一をゲストに迎えたほか、イニングの合間には過去の中継映像から厳選した阪神の名場面映像を挿入した。
2017年（平成29年）のクライマックスシリーズでは、10月15日のファーストステージ第2戦・阪神対DeNA戦（甲子園）において、朝日放送制作分の中継を延長無制限のリレー方式で放送した。朝日放送が富士通レディース最終日中継の同時ネットを実施したことによる。
サンテレビが開局50周年を迎えた2019年（令和元年）5月 には、6日 に神宮球場で催された東京ヤクルトスワローズ対阪神のナイトゲームを、「開局50周年記念特別中継」として自社制作で放送（実況：湯浅明彦、解説：福本豊）。掛布雅之がゲスト解説者、当番組で長年にわたってレギュラー解説者を務めた小山正明がゲストとして出演した。
2000年代中盤以降の阪神戦では、（テレビ大阪・NHK総合テレビジョンを含む）近畿広域圏の在阪テレビ6局において、地上波で複数の局による中継の並列放送を実施する機会が減少。その影響は当番組にも及んでいて、単独での中継分を含めても、年間の中継試合数は40 - 50試合程度にとどまっている。ただし、2022年（令和4年）の阪神戦については、7月だけで（甲子園球場を使用する主管12試合など）17試合の放送を予定していた。14日の対巨人戦から31日の対ヤクルト戦までは、制作を朝日放送テレビに委託している日曜日の主管試合中継（2試合）を含めて「おっ！サン伝説2022・真夏の13連戦」と銘打ったキャンペーンを実施。フレッシュオールスターゲーム・オールスターゲームの開催に伴うレギュラーシーズンの中断期間をはさみながら、およそ半月の間に13試合の中継を計画していた。実際には1試合が雨天で中止されたため、13試合連続の中継には至らなかったものの、残りの12試合では完全中継を実施した（詳細後述）。
2023年（令和5年）4月6日（木曜日）からは、阪神タイガースの協力による『ボックス席NEXT～オレたちのベストショット～』（ぼっくすせきネクスト～オレたちのベストショット～）というミニ番組を、日曜日以外の曜日で阪神戦を中継した場合の夜間（基本として21:27 - 21:30→ナイトゲーム中継を21:22以降にも続けていた場合には中継終了の5分後を目途）に3分間放送。自社制作による阪神戦中継のアーカイブ映像をベースに、放送の時点で阪神に在籍している選手の「ベストショット」（好プレーや試合中の表情を中心に編集した映像）と、翌日から翌週にかけて当番組で放送を予定している中継カードを紹介している。紹介対象の選手は1シーズンにつき8名（2023年）→9名（2024年）で、放送上は日替わりで1名の「ベストショット」を紹介。レギュラーシーズンの序盤には前年のレギュラーシーズン、中盤以降は直近の中継でのアーカイブ映像から「ベストショット」を選んでいるほか、好プレー映像の一部では同じシーンを4台のカメラから別々のアングルで写した映像を4分割方式で組み合わせている。サンテレビでは、YouTube上の公式チャンネルでも、「ベストショット」の動画を『ボックス席NEXT』での本放送後から配信。2024年からは、レギュラーシーズンの終盤に、当該シーズンで放送済みの「ベストショット」からの「総集編」を5分間放送している。ただし、阪神のデーゲームを中継していた日や、阪神のナイトゲーム中継を朝日放送テレビからのリレー方式で放送していた日や、制作局を問わず中継を予定していた阪神戦が中止の日には『ボックス席NEXT』を編成していない。
サンテレビの開局および、当番組の開始から55周年を迎えた2024年（令和6年）には、レギュラーシーズンの阪神戦（全143試合）から60試合を中継した。阪神が前年（2023年）にセ・リーグ優勝と日本シリーズ制覇を相次いで達成したことを背景に、前年の2倍を上回る数の阪神戦で地上波テレビ向けの放映権を確保できたことによるもので、当番組の放送開始日である5月6日（月曜日・こどもの日の振替休日）に甲子園球場で組まれていた阪神対広島戦（18:00開始のナイトゲーム）も中継の対象カードに含まれていた。サンテレビでは、『開局55周年記念　サンテレビボックス席の日』という特別番組を当日の16:00から放送。阪神対広島戦の開催が確定した場合には、『サンテレビボックス席　開局55周年記念ナイター』と銘打って、この番組内の18:00以降に完全生中継を予定していた。『開局55周年記念ナイター』は当番組における（オープン戦や阪神以外の球団の公式戦を含めた）4,500試合目の中継になるはずであったが、実際には天候不良による阪神対広島戦の中止が中継の開始前（15:50頃）に決まったため、『サンテレビボックス席の日』としての放送を18:00で終了。さらに、中継を予定していた放送枠の一部（19:25までの時間帯）を『虎辞書なる!!』（前述した2023年9月14日の阪神対巨人戦中継の再放送）に差し替えた。なお、通算4,500試合目の中継は、2日後（5月8日）の同カード（朝日放送テレビからの後リレー）中継で実現している。
なお、サンテレビが2024年6月22日に生放送を実施した『上沼サン!テレビ』（上沼恵美子が司会・当番組での実況・ベンチリポートにも携わるサンテレビアナウンサーの橋本航介が進行役を務めた開局55周年記念特別番組）には、サンテレビと阪神の55年間にわたる関係を阪神戦中継のアーカイブ映像・「サンテレビOBアナウンサー」の谷口によるナレーション・掛布雅之（スタジオゲスト）の証言で振り返るパートが中盤に組み込まれた。さらに、この年の10月5日（土曜日）からは、『虎辞書なる!!』を初めて年度下半期（レギュラーシーズンの休止期間中）にレギュラーで放送している。

## 放送時間

### サンテレビ及び他局制作による完全中継
| 時間帯       | 放送時間                                                          | 中継の延長   | 備考                                                                                             |
| ------------ | ----------------------------------------------------------------- | ------------ | ------------------------------------------------------------------------------------------------ |
| ナイトゲーム | 18時00分 - 21時22分                                               | 試合終了まで | 日曜日は18時00分 - 21時54分、月曜日は18時00分 - 21時55分                                         |
| デーゲーム   | 試合開始時刻（試合開始の5分前に放送開始する場合もあり） - 4時間後 | 試合終了まで | 録画中継（撮って出し）はナイトゲームの放送時間に準じるが、現在は公式戦では録画中継は行っていない |

- この場合の他局は、現在定期的にネット受け（入り中継）を行っているテレビ埼玉（テレ玉、埼玉西武主管）と千葉テレビ放送（チバテレ、千葉ロッテ主管）を指す。以前は朝日放送やテレビ神奈川（tvk、横浜戦自社制作中継開始以前）も含まれることがあり、テレビ神奈川発の場合は同局の放送開始が試合開始時より遅い場合でも裏送りでサンテレビに送出されていた。地方球場によっては試合開始時間が流動的に変更されることもあり、その場合は放送開始も試合開始時間に合わせる場合がある。なお、千葉ロッテの主管試合では、平日のナイトゲームは従来は18時15分開始としていたが、2022年は平日も18時00分開始としている。

### 朝日放送テレビ制作によるリレー中継
『プロ野球リレー中継』というタイトルを、デーゲーム・ナイトゲームとも中継のタイトルに使用。以前は、ナイトゲームの中継に『プロ野球リレーナイター』というタイトルを付けていた。
ナイトゲームについては、一部のカードを除いて、KBS京都も同時ネットで中継の同時ネットを実施する。朝日放送テレビがオリックス主催の対阪神戦で水曜日の放送権を獲得した時にも、阪神主催試合での中継と同様の体制で放送。2008年からは、全国向けの対巨人戦も対象に加えられた。
なお、試合が早く終了し、かつ朝日放送テレビの放送枠内でヒーローインタビューも含めて放送できた場合には、後リレー中継は行われず、サンテレビとKBS京都では雨天中止時と同じ取り扱いが行われる。
| 時間帯       | 曜日   | 放送時間                                      | 中継の延長   | 備考 |
| ------------ | ------ | --------------------------------------------- | ------------ | --- |
| ナイトゲーム | 水曜日 | 20時53分 - 21時22分                           | 試合終了まで | 2021年までは18時00分 - 18時17分にサンテレビのみトップ中継を実施していた。 KBS京都は編成上での都合で放送しないことがある。 |
| デーゲーム   | 日曜日 | 不定 （後リレーの場合は試合終了まで放送する） | 試合終了まで | サンテレビのみ |

### 備考
- ナイトゲーム・デーゲーム共通

試合が早く終了した場合は、番組の終了時刻までフィラーとしてミニ番組が放映される（『ショップ・マニフィカ』や『サウンドコンポ』、紀行番組など）。
また、原則として試合終了まで放映するが、過去に例外が生じた日もある。
- 中継日に大規模な選挙（国政選挙、統一地方選挙、および兵庫県知事選挙や神戸市長選挙）が行われる場合は、当番組の後に特別番組が組まれるため、延長時間に制限を設けることがある。選挙当日は開票開始の午後8時以降、時に画面を右上に縮小して、空いた下部で選挙速報を報じる。
- オフシーズン期間に行われる予備カードとして、あらかじめ18時からジャパネットたかたのテレビショッピング（生放送）などの放送枠の返上ができない番組が組まれていた場合、当該番組の終了後に中継を開始する。
- ナイトゲームはリレー中継は基本的に水曜日の阪神主催ゲームのみ対象だが、セ・パ交流戦では阪神にとってのビジターゲームも含まれる（京セラドーム大阪でのオリックス対阪神戦など）。また、水・日曜日以外の曜日に組まれることもある。

朝日放送テレビではプロ野球シーズン中の水曜日に、テレビ朝日が19:00（または20:00）から全国向けに放送する特別番組枠の差し替え（土曜日午後の関西ローカル向け振り替え放送）措置によって、阪神主催ナイトゲームの中継枠を21時台の後半まで確保することがある。この場合には、当該試合をリレー中継ではなく、朝日放送テレビの完全中継として放送する。逆に、水曜日に阪神のナイトゲームが組まれていても朝日放送テレビが編成上の事情で中継できない場合には、当番組で完全中継を実施する。この場合には、朝日放送テレビからのスタッフだけで中継を賄うパターンか、実況アナウンサーをサンテレビ・ベンチリポーターと解説者を朝日放送テレビから派遣する共同制作（日曜日の阪神主催試合と同様）のパターンで放送する。
水曜日のリレー中継では、サンテレビで2017年度までトップ中継を17:55から放送。2018年度以降は、朝日放送テレビが18:16から中継を開始することに合わせて、トップ中継の時間帯を18:00から18:17までに設定していた。ただし実際には、スポンサーのCMを消化するなどの事情からトップ中継を18:13頃で切り上げることに伴って数分間のタイムラグが生じた結果、トップ中継から朝日放送テレビの中継への「リレー」が成立しない事態が続出。トップ中継の放送中に、同様の事情から、攻守交代以外のタイミングでCMや提供クレジットをはさむこともあった。
阪神は例年、朝日放送テレビが中継を放送している全国高校野球選手権大会の期間中（8月上 - 中旬）に、京セラドームで主催試合を2カード組んでいる。当該カードが水曜日にナイトゲームとして実施される場合には、朝日放送テレビが19:00から阪神戦中継の放送枠を設定している関係で、2021年度までサンテレビがトップ中継を19:00まで放送していた。このパターンは高校野球期間以外の祝日に阪神がナイトゲームを主催する場合の中継にも見られたが、朝日放送テレビは2020年度から、平日の夕方に『news おかえり』（関西ローカル向けの報道・情報番組）をスタート。高校野球期間以外の水曜日にも、阪神のナイトゲーム中継を組む場合には、『news おかえり』の第2部（関西ローカルパート）を通常どおりの時間帯（18:15 - 19:00）で放送した後に、19:00から阪神戦の中継へ切り替えるようになった。その一方で、同局が水曜日の中継枠をあらかじめ20:53までに設定している場合には、サンテレビでのリレー中継を（対象試合が20:53までに決着しないことによって発生する）「後リレー中継」に限定。サンテレビではトップ中継を実施せず、後リレー中継が発生しない限り、野球関連以外のレギュラー番組を放送している。

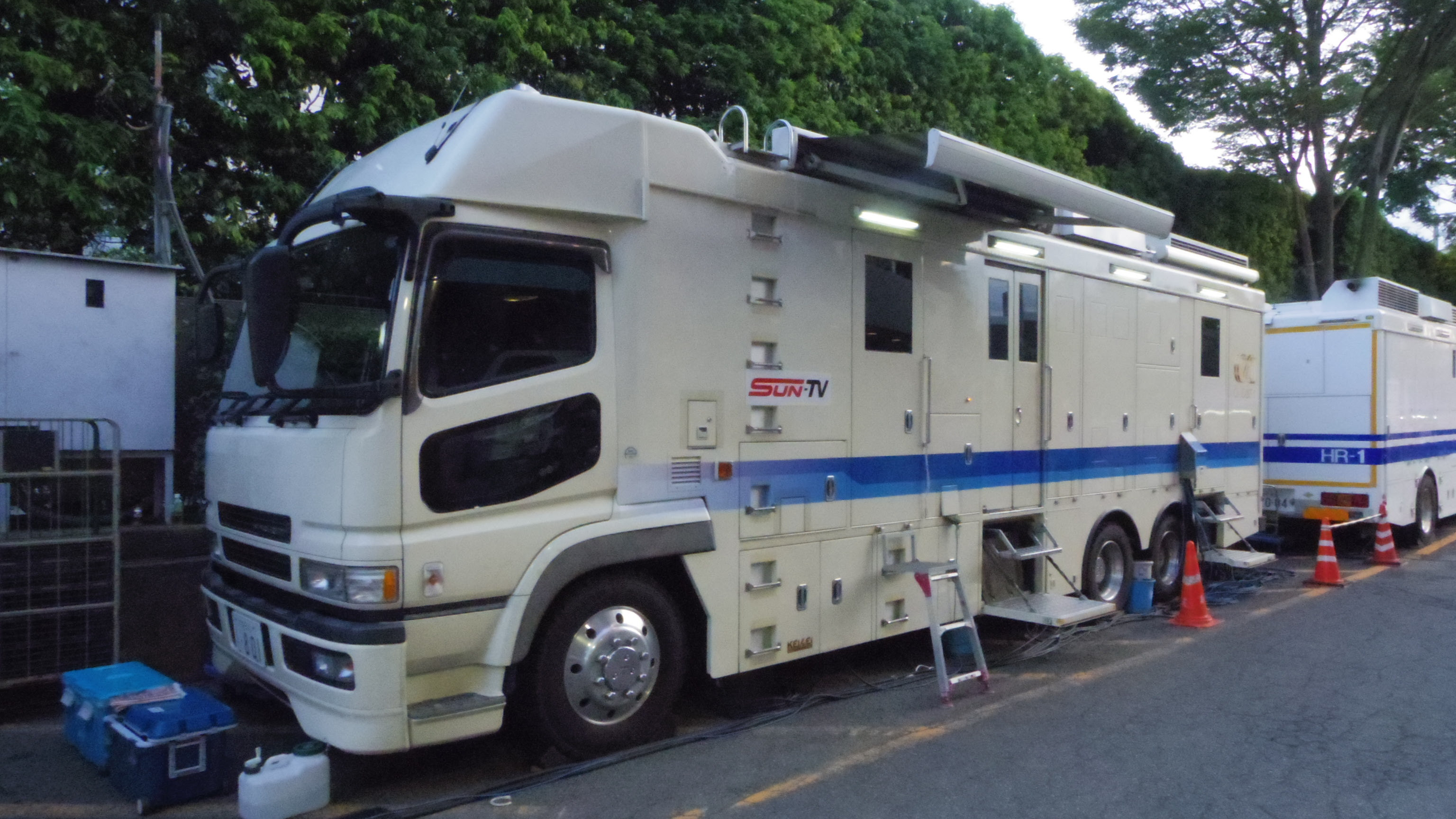
サンテレビのHD中継車
（写真は2015年8月15日「ヤクルトVS阪神」戦中継時。神宮球場前にて撮影。自社でも中継車を所有しているが、この時はExpressからのレンタルで、サンテレビのロゴをステッカーで貼り付け）

ビジターゲームについては、例年東京ヤクルトスワローズ・横浜DeNAベイスターズ・中日ドラゴンズ・広島東洋カープ主催ゲームにおいて、神宮球場・横浜スタジアム・ナゴヤドーム・MAZDA Zoom-Zoom スタジアム広島（旧広島市民球場時代も含む）に向けて中継車を送り、自社制作を行っている。
以下、主催チームごとに中継の傾向を挙げる。
セ・リーグ公式戦
- 東京ヤクルトスワローズ

1984年から自社制作による神宮球場でのナイトゲーム中継を実施。一時期はデーゲームや地方開催は中継しなかった が、2011年（平成23年）7月9日に秋田県立野球場で行われた試合は自社制作で中継した。ただ、2020年代に入って以降は中継回数を減らしており、2024年と2025年はナイトゲーム1試合のみの中継に留まっている。
- 広島東洋カープ

1973年に独自実況の中継を、1975年に自社での中継車と技術スタッフの派遣による独自映像の制作を開始して以来、地方球場での試合も含め、他球団と比べるとかなりの割合で中継されている。一時期は、全ての広島側の主催ゲームを中継することもあったが徐々に縮小傾向にある。そのほか、オープン戦に関しては、1984年に中国放送（TBS系列）からのネット受けを実施したことがあった。2024年には7試合を中継。
2010年（平成22年）からは、地元の広島県内の地上波で中継がない場合に、J SPORTSに映像を提供している（J SPORTSの放送においても「製作協力・サンテレビジョン」のクレジットがある。サンテレビの中継で特徴的な、犠牲フライ時のワイプもそのまま表示）。
- 横浜DeNAベイスターズ

2003年まではテレビ神奈川（tvk）の『YOKOHAMAベイスターズナイター』を、改題の上番組販売形式でネット受け（サンテレビでは「入り中継」と称する）していた。
2001年（平成13年）のシーズン終了後に横浜ベイスターズ（当時）の経営権をTBSテレビが取得したため、テレビ神奈川が制作する中継の本数（ネット受けの回数）が減った一方で、TBS系列の毎日放送で横浜対阪神戦を横浜スタジアムから中継する日が増えた。2012年（平成24年）シーズン以降は同球団の経営権がDeNAに移行（チーム名を横浜DeNAベイスターズに改称）しているが、引き続きTBSテレビがBS・CSを中心に放映権を保持していたこともあり、当番組では2004年（平成16年）から2019年（平成31年・令和元年）までの中継を自社制作のみで賄っていた。
2020年（令和2年）には、6月26日・6月27日のナイトゲーム（いずれも横浜スタジアムでの無観客での試合で18:00開始）で、テレビ神奈川からの「入り中継」を16年振りに（地上デジタル放送への完全移行後では初めて）実施。なお、テレビ神奈川は両日とも当該中継でマルチチャンネル編成（メインチャンネルでは20:00から中継）を実施していたが、27日は同局サブチャンネルでも放送開始時刻が18:30であったため、試合開始から冒頭の30分間はサンテレビへの裏送り向けに中継を制作していた。それ以降、2021年以降も含めてDeNA戦の中継はテレビ神奈川からの「入り中継」がメインとなっている。
9月9日・10日のナイトゲームでも、試合開始時刻の17:45から「入り中継」を実施した。テレビ神奈川では（サンテレビで放送しなかった9月8日中継分を含めて）メインチャンネルの放送開始時刻を18:15に統一する一方で、サブチャンネルを通じて17:45から中継を開始。当番組では、9日・10日の試合開始から冒頭の30分間を、サブチャンネル向け中継の同時ネットに充てていた。
上記の3連戦の試合開始時間が通常のナイトゲームより早い17:45に設定されたのは、DeNA球団が試合の終了後に「STAR☆NIGHT NOVAS」（夏季恒例のスタジアムイベント「YOKOHAMA STAR☆NIGHT」の2020年版）を組み込んでいたことによる。テレビ神奈川では3日間ともこのイベントが終了するまで中継を続けていたが、9日の試合では阪神が敗れたため、サンテレビではイベントの開催前（試合ハイライトの放送中）に中継を飛び降り。翌10日の試合では阪神が勝利したため、ジェリー・サンズへのヒーローインタビューなどをはさんで、イベントの途中（21:49）まで中継を放送した。
10月30日（金曜日）のナイトゲームでも、試合開始時刻の18:00から「入り中継」を実施。テレビ神奈川にとっては2020年シーズン最後のプロ野球中継で、メインチャンネルの放送時刻を18:30 - 21:30に設定しているため、当番組では一部の時間帯（試合開始から冒頭の30分間および21:30以降）にサブチャンネル向け中継の同時ネットで対応している。
2021年（令和3年）にも、4月9日・5月7日に2020年と同様の「入り中継」を実施（いずれも金曜日に横浜スタジアムで開催のナイトゲーム）。両日とも試合開始時刻が18:00に設定されていたが、以下の事情で17:45に繰り上げられている。
NPBがレギュラーシーズンの開幕前に発表したシーズン日程では、両日とも18:00からの試合開始を予定。テレビ神奈川では、メインチャンネルでの中継時間を18:30 - 21:00として、試合開始から30分間の中継をサブチャンネルで放送することを計画していた。しかし、開幕日（3月26日）から4月17日までの期間に関東圏の一部（東京都・神奈川県・埼玉県・千葉県）の球場で予定されているナイトゲームの開始時間（例年は基本として18:00）を、新型コロナウイルスへの感染拡大防止策の一環で17時台後半（17:30または17:45）へ繰り上げることが開幕直前の3月22日に決定。この決定に沿って、主管球団のDeNAが4月9日・5月7日開催分の試合開始時刻を17:45、テレビ神奈川がメインチャンネルでの中継開始時刻を18:00に繰り上げた。サンテレビでは、17:45から中継の放送を開始すべく、『NEWS×情報 キャッチ+』（本来は17:00 - 17:55に放送する兵庫県内向けの報道・情報番組）の放送を17:43で終了した（実際には17:30以降のニュースパート「NEWS+」を12分短縮）。なお、試合開始時間が17:45で定着したシーズン終盤にも、10月5日（火曜日）からの3連戦で上記の方式による「入り中継」を実施。
2021年8月17日（火曜日）からの3連戦は、横浜スタジアムが2020東京オリンピック（同月8日閉幕）の野球・ソフトボール競技の会場に充てられた関係で、DeNAの主催試合でありながら読売ジャイアンツ（巨人）の本拠地・東京ドームを使用。当番組では、17日・19日（木曜日）の試合（いずれも17:45開始）で、自社制作による完全生中継へ踏み切った（詳細後述）。
2022年5月15日のデーゲームで、サンテレビの自社制作による横浜スタジアムからの中継を3年振りに実施した。2023年には、8月19日・20日のナイトゲーム中継を自社制作で賄う一方で、「入り中継」を4試合で実施した。2024年には6試合で中継を放送していたが、いずれも「入り中継」で、サンテレビによる中継の自社制作が再び見送られた。
- 中日ドラゴンズ

放映権をCBCテレビと東海テレビが独占しており、元々は例外的に三重テレビ が制作する数試合程度（阪神戦が放送できない時の他カードを含む）のネット受けしか放映されなかった。
2005年（平成17年）に2試合を初めて中継車を派遣して自社制作で放映したことをきっかけに、2006年（平成18年）は2試合、2007年（平成19年）も4試合を中継するなど、中継回数を増やしている。現在はデーゲーム中継も含めて、三重テレビが放映権を持つ試合を自社制作で放送しているほか、CBC、東海テレビ、テレビ愛知が放映権を持っていても、それぞれ関西での系列局である毎日放送、関西テレビ、テレビ大阪が放送しない場合はサンテレビが自社制作するケースもある（火曜日の場合はCBCテレビ、東海テレビ、テレビ愛知のいずれが放映権を持っていてもテレビ大阪が放送することが多いため、テレビ大阪が放送しない場合のみ）。ちなみに、2024年は7試合を中継。
2016年ごろからは中日OBの選手（山崎武司、山本昌ら）が本数契約出演のゲスト解説で登場することが増えている。
バックスクリーン付近からの映像は、在名テレビ局各局と比べるとやや高い位置（バックネット裏の回転看板が映らない角度になる）からとなっており、見辛くなる場合がある。
※上記の5球団については、火・土曜開催分のナイトゲームをテレビ大阪で中継することが多い。
- 読売ジャイアンツ

放映権を日本テレビが独占しているため、サンテレビでの放映実績は1978年に対阪急、1979年に対阪神のオープン戦を東京12チャンネルからネット受けしたのみである（いずれも鹿児島県立鴨池野球場での開催）。現在は視聴率の関係で日本テレビによる地上波での中継はほぼなくなったが、この場合でもサンテレビで中継されたことはなく、読売テレビでのローカル中継もない。巨人戦が日本テレビ系以外の地上波で放送されたのはNHK（2002年以降）、テレビ朝日（2005 - 2008年、但し対阪神戦だけは中継実績がない）、テレビ東京（2006 - 2008年）のみで、地上波全国ネットおよび系列BS放送でしか放送実績がない（いずれもCS放送は日本テレビが別途制作して日テレジータスで放送）。
ただし、阪神の話題を定期的に取り上げる自社制作番組（2021年度以降は『NEWS×情報 キャッチ+』『熱血!タイガース党』）向けの報道素材を収録する目的で、サンテレビのスタッフが東京ドームでの対阪神戦に乗り込むことがある。この場合には、実況用の放送ブースやセンターカメラを使用せず、三塁側（または一塁側）の内野スタンドから試合の模様を撮影している。
交流戦
太字で表記したチームは、朝日放送とのリレー中継も実施（2006年から）。
他局制作の番組をネット受けする場合は、制作局の放映終了後は裏送りを受ける形式となる。逆に、阪神主催ゲームを対戦相手の地元の放送局に向けて配信することもある。
- オリックス・バファローズ

パシフィック・リーグ公式戦中継と同様。ただし、関西ダービーで、水曜ナイターを朝日放送で放送する場合は阪神主催試合に準じて同局製作のリレーナイターとなる。2012年は当初朝日放送とのリレーナイターを予定していたが、急遽朝日放送製作によるサンテレビでの完全中継となった。また2014年は朝日放送では放送するがサンテレビとのリレー中継は行われなかった。2017年は朝日放送とのリレー中継を行った他、2019年は6月15日の試合を自社制作で完全中継を実施した（関西テレビ・BSフジとの並列）。
- 東北楽天ゴールデンイーグルス

2006年（平成18年）より中継を開始。本来は前年の2005年（平成17年）5月に自社制作で中継を行う予定だったが、雨天中止により取り止めとなった。
2007年（平成19年）までは楽天ティービーとクロステレビ、2008年（平成20年）からは楽天ティービーがプロデュース・オン・デマンドに売却されたため、それ以前から技術面を担当していたTCPが正式に制作協力。2016年からは制作協力会社がExpressに交代した。これらが実製作した公式映像を使用するため、sky・A sports+→J SPORTS→日テレプラス→J SPORTS向けと基本映像は同じで、実況・テロップを差し替えて一部に独自映像を挿入する形式で放送。2008年（平成20年）からは、ハイビジョン映像による中継の制作も始めている。
- 福岡ソフトバンクホークス

リレー中継は、九州朝日放送と福岡ソフトバンクホークスマーケティング（年度によりクレジットなし）制作協力。自社制作による完全中継の翌日に朝日放送テレビで中継がある場合には、自社制作分の中継に朝日放送テレビが協力することがある。
- 埼玉西武ライオンズ

完全中継をテレビ埼玉（テレ玉）からのネット受け時に限っているが、2006年には朝日放送とのリレー方式で中継した。2013年にはサンテレビからベンチリポーターを派遣。
- 千葉ロッテマリーンズ

千葉テレビ放送（チバテレ）からのネット受けに限っての中継ながら、オープニングのタイトルロゴをサンテレビで独自に挿入しているほか、ローカルのCM枠内などで阪神関連の情報を伝えることがある。2013年からはサンテレビから阪神側のベンチリポーターを派遣しているが、2019年 ・2022年・2024年には1試合のみ中継。
- 北海道日本ハムファイターズ

本拠地を東京ドームから北海道内の球場（札幌ドーム）へ移した2004年以降は、北海道テレビの制作協力によるリレー中継を経て、2014年と2016年にデーゲームを1試合ずつ自社制作で中継していた。阪神OBの新庄剛志がファイターズの一軍監督を務める2023年から、本拠地をエスコンフィールド北海道に変更。もっとも、「阪神のビジターゲーム」として組まれていた同年と2025年の交流戦では、中継を放送する機会がなかった。

## 阪神戦以外の中継

### パ・リーグ
過去
- 阪急→オリックス

パシフィック・リーグ（パ・リーグ）の公式戦中継としては初めて、サンテレビの放送対象地域（阪神甲子園球場と同じ兵庫県西宮市）にあった阪急西宮球場での主催試合を1974年（昭和49年）から自社制作で中継1974年から主催ゲームを中心に放映。以降も1988年（昭和63年）まで、平日に西宮球場で開催されるナイトゲームを中心に、主催試合の中継を随時編成していた。ちなみに、主催試合の中継では、阪急電鉄と阪急百貨店が筆頭スポンサーに付いていた。また、1979年に西武ライオンズが誕生してからは、西宮開催分の対西武戦中継をテレビ埼玉（西武の地元局）でも同時ネットで放送することがあった。
パ・リーグが前・後期の2シーズン制を導入していた1982年（昭和57年）までは、阪急に前期優勝の可能性があった場合に、阪神ビジターゲーム中継の予定を阪急戦中継に差し替えたことがあった。また、阪急が早見優の歌う「YES! YOU WIN」をブレーブスのイメージソングに設定した1984年（昭和59年）以降の中継では、この曲のサビのショートバージョンをイニング間（CMに入る直前）に必ず流していた。
球団（ブレーブス）の経営権が阪急からオリエント・リース（現在のオリックス）へ移った1989年（平成元年）以降も、ブレーブスの本拠地が西宮球場に設定されたため、翌1990年（平成2年）までは基本として阪急時代の中継体制を踏襲。ただし、1989年には、毎日放送の主管制作による完全中継 で対西武戦を2試合放送したことがある。
オリックスが1991年（平成3年）に本拠地をグリーンスタジアム神戸（現在のほっともっとフィールド神戸）へ移してからは、大阪近鉄バファローズの吸収合併（2004年）に伴う大阪ドーム（京セラドーム大阪）との併用などを経て、2006年（平成18年）まで神戸主催試合を主に中継していた。大阪ドームへの本拠地一本化（2007年）を機に、中継の主体を大阪主催試合に移したほか、ハイビジョン向け中継の制作を開始。
1989年から1994年頃までは、ダイエー主催試合の中継（後述）本数が多かったため、オリックス主催の対ダイエー戦中継でもダイエーと取引関係の深い企業がスポンサーに付いていた。中継の内容も、CM前のジングルには『ダイヤモンドの鷹』（ダイエーの球団歌）の一節が使われるなど、ダイエー主催試合（後述）に準じていた。
2001年（平成13年）から2005年（平成17年）までは「マンデー・パ・リーグ」制度が行われていたため、セ・リーグの試合がない月曜日に中継が組まれることが多かった。
1995年（平成7年）には、オリックスのパ・リーグ優勝が決まる可能性があった西武球場（当時）での対西武戦をテレビ埼玉からの入り中継で放送。ただし、サンテレビから谷口英明を西武球場へ派遣していたため、オリックスが優勝を決める9回裏（西武の攻撃中）のみ谷口が実況を担当した。
2015年には、オリックス球団が制作した公式映像に、ユニカメで独自映像を挿入という形式で放送するようになり、スコア表示も球団映像の物（J SPORTS仕様から『野球好き』のロゴを省略）がそのまま使われていた。
オリックス主催試合の中継はリーグ戦では2015年をもって終了。それ以降のオリックス主催試合の放送実績は、2018年までは対阪神の交流戦での朝日放送テレビとのトップ&リレー中継 で行われたのみ で、2017年は6月7日（水曜）に実施された。阪神主催では2018年6月5日（火曜）に自社制作で、翌6日（水曜）に朝日放送テレビとのトップ&リレーで放送した。
2019年はリーグ戦の中継から撤退後、6月15日（土曜）に初めてオリックス主催阪神戦の完全中継を自社制作した（19時台・20時台は関西テレビとの並列）。2015年のリーグ戦と異なり、スコア表示は自社仕様を使用した。
対阪神戦のみの中継に縮小した後も、サンテレビは毎年11月に開催されるオリックスのファンフェスタへの協賛と「サンテレビ敢闘賞」の贈呈を2021年まで継続した（2022年から阪神のファン感謝デーへの協賛に移行）。
- ダイエー（現在のソフトバンク）

1988年までの南海時代は放映権を直接保有していなかったため、KBS京都制作のホームゲームと、独立局制作ビジターゲームのネット受けのみだった。
かつてはサンテレビがダイエーと資本関係にあったため、球団がダイエーの経営となった1989年（平成元年）から主催ゲームの放映権を獲得し、ホーム・ビジター問わず数多く中継していた。
ホームゲームは自社制作、もしくは地元の福岡県にある民放の九州朝日放送やTVQ九州放送と提携して共同制作。ビジターゲームはテレ玉制作の対西武ライオンズ戦（TBSビジョン → テレテック提携）と日本ハムファイターズ戦（東京ケーブルネットワーク提携） や、チバテレ制作の千葉ロッテマリーンズ戦 を頻繁にネットしていた。
週末のデーゲームではテレビ朝日も制作に関与する形で、九州朝日放送・サンテレビとの3局ネット（場合によってはその他列局も個別ネット）での放送となることもあった。
1990年5月5日（土曜日）には、ダイエー対ロッテ戦をサンテレビでは13:45 - 17:26（延長あり）で、テレビ朝日では13:55 - 15:55で、瀬戸内海放送では13:55 - 15:50で放送していた（解説：東尾修・河村英文）。
1994年（平成6年）頃に一時中断したが、その後2001年（平成13年）頃に再開。しかし、翌2002年（平成14年）でダイエーとの資本関係が消滅（ダイエーが保有していたサンテレビ株を神戸新聞社に譲渡）したため、それ以降は対オリックスのビジターゲームや対阪神の交流戦を除き、放映されなくなった。
一部の中継では、ダイエーと取引関係のある企業がスポンサーとして協賛していた。
- 近鉄

2003年（平成15年）まで、KBS京都が制作する主催ゲームの中継『近鉄エキサイトアワー』を、同タイトルのままネット受けしていた。近鉄グループ各社の当初は一社提供番組であったが、晩期は筆頭協賛（複数スポンサー）であった。
備考
阪神戦の中継が優先されており、放映権や日程などの都合で阪神戦を中継できない（または非開催の）日に放映されるケースが一般的であった。
朝日放送と業務提携を結ぶ前、水曜日と日曜日に阪神主催試合が原則として中継できなかった時代には、これらの曜日にもパ・リーグの中継を組む場合があり、自社制作では阪急ブレーブスの放映権を関西テレビから購入して自社制作の上で放映するケースが多かった。また阪急もビジターの場合は他の独立局（TXN結成前の東京12チャンネルを含む）から他カードをネット受けすることもあった（阪神ビジターの場合は水曜・日曜であっても放送される試合は数多くあった）。
自社制作の阪急戦とダイエー戦の中継では、CMに入る時にジングルが流れていた。

### オープン戦・二軍戦など
レギュラーシーズンの開幕前には、阪神主催のオープン戦を平日の午後に中継することがある（2011年と2017年・2018年はそれぞれ1試合のみ録画放送があった）。また、レギュラーシーズン中には、ウエスタン・リーグ公式戦のうち阪神主催試合（甲子園球場か阪神鳴尾浜球場での開催分）を数回程度中継する。サンテレビではいずれの中継でも延長オプションを設けていないが、スカイ・Aでも同時ネットで中継する場合には、同局のみ試合終了まで放送する（サンテレビでは同局の中継開始前・終了後も裏送り方式で中継を制作）。
ちなみに、毎年3月には、東北楽天ゴールデンイーグルス の主催試合（オープン戦またはレギュラーシーズン開幕当初のカード）が兵庫県内の球場 で数回程度開催。サンテレビや神戸新聞グループも後援団体に名を連ねているが、同局ではいずれの試合も中継しない代わりに、試合の開催を告知するCMを放送している。

### 「阪神タイガース Women」（女子硬式野球）
阪神球団が女子硬式野球のクラブチームとして「阪神タイガース Women」を設立した2021年には、同チームの選手や球団の野球振興部が運営する「タイガースアカデミー　ベースボールスクール」の紹介を兼ねて、『初陣! タイガースWomen』という特別番組を7月4日（日曜日）の15:30 - 17:00に編成。チーム初の公式戦として6月5日に臨んだ関西女子硬式野球連盟ラッキートーナメント大会1回戦・対WELFARE戦（和歌山県田辺市の田辺スポーツパーク野球場で開催）のダイジェストを、今成亮太（阪神の元・捕手→内野手で当時は球団職員・タイガースベースボールアカデミー専属コーチ）による解説、通常は当番組へ出演しないサンテレビ専属気象予報士の前田勝久（オフィスキイワード所属のフリーアナウンサー）による実況で放送した。9月5日（日曜日）の13:00 - 14:00には、前月（8月）開催の全日本女子硬式野球選手権大会へ初めて臨んだ模様を、『真夏の決戦!阪神タイガースWomen』というタイトルの特別番組として放送している。
2022年7月9日（土曜日）には、ナイトゲーム として阪神甲子園球場で組まれていたエイジェック女子硬式野球部（2021年の全日本女子硬式野球選手権大会・全日本女子硬式クラブ野球選手権大会優勝チーム）との練習試合（7回制） を、実況：村上昂輝（サンテレビアナウンサー）／解説：木戸克彦（阪神の球団本部長兼野球日本代表女子トップチームのヘッドコーチ、阪神ではかつて捕手・コーチ・二軍監督などを歴任／リポーター：朝田夢子（当時はサンテレビの契約アナウンサー）・松井愛（同局のスポーツ部ディレクター）という陣容で19:00から20:54（7回表の終了）まで生中継。「阪神タイガース Women」が対外試合で甲子園球場を使用することも、サンテレビで（他球場での開催分を含めて）対外試合の生中継を実施することも初めて で、選手情報・ランニングスコア・イニングスコア・ボールカウント・投手の投球数などを当番組でのプロ野球中継と同じ様式の字幕テロップで表示していた。なお、当初は同年4月29日（金曜日・昭和の日）にデーゲーム として阪神甲子園球場で組まれていた埼玉西武ライオンズ・レディースとの練習試合を、実況：村上／解説：木戸という陣容で12:00から13:56まで中継することを予定していた。ただし、実際には天候不良で当該試合の中止が午前中に決まったため、中継も見送っていた。
2023年7月22日（土曜日）には、ナイトゲームとして阪神甲子園球場で組まれていた読売ジャイアンツ女子チームとの練習試合を、実況：村上／解説：木戸／リポーター：柴原優美香（サンテレビの契約アナウンサー）という陣容で19:00 - 20:30に中継した。2024年にも、この試合が6月29日（土曜日）にナイトゲームとして甲子園球場で組まれたことを受けて、村上の実況で18:00 - 20:30に中継している。ただし、木戸はこの年から「阪神タイガース Women」の監督に就任したため、中継に際しては藤川球児（タイガースのスペシャルアシスタントで元・投手）が初めて解説を担当。中継の時点で全日本女子野球連盟の会長を務める山田博子をゲストに迎えたほか、柴原が一塁（タイガースWomen）側のベンチリポーターを務めている。

## テーマ曲
- スプリング・レディ・バード（作曲 - 渡辺宙明）

本番組に限らず、『神戸リレーカーニバル』などの自社制作のスポーツ中継でも使われることがある。(ただし、チバテレ、テレ玉からの同時ネットの場合は制作局側のオープニングBGMがそのまま流れる場合がある)
朝日放送テレビのリレー中継時も同様だが、ハイライト映像を流す時にはオリジナルのBGMが流れる。2012年5月からは、朝日放送テレビでの放送や、BS朝日へ裏送りのオリックス戦でも、このオリジナルBGMが使われている。
長く吹奏楽演奏の音源が使われていたが、1990年代後半からDTMのものに更新された。
2019年からは、当番組の公式グッズを紹介するサンテレビ限定のスポットCMにも使用。2020年には、実況・リポート担当の木内亮（当時はスポーツアナウンサー）と橋本航介がこの曲をアカペラで熱唱するバージョンも放送された。2021年からは、前述したタイガースWomen関連の特別番組や練習試合中継でも使用。
当番組のデータ放送サービスを紹介するアニメーションCMでは、「おっ!サン」（サンテレビのステーションキャラクター）がこの曲のメロディーに乗せながら、データ放送の特徴やメリットを歌い上げている。
- 以前に使われていた曲　On the Quarter Deck（作曲 - ケネス・アルフォード）

## ネット局
現在
- KBS京都（KBS京都エキサイトナイター）

ネット局の中で唯一、原則として試合終了まで放映する。
かつては西京極球場で開催される阪神主催ゲームを、KBS京都が制作して配信した事例もあったが、開局初期はサンテレビの編成の都合によってはネットしなかったことがあった。
阪神戦が中継できない際のパ・リーグの中継では、サンテレビとKBS京都で中継カードが異なったり、KBS京都が通常番組を編成した例もある。
- 三重テレビ（三重テレビナイター）

東海テレビからの受託制作によるもので中日戦を中心に放映。開局当初の番組が大幅に不足していた頃から、阪神戦をネットしている（当初は対中日戦以外の試合も多かった）。2012年からは中日が関係しない試合の中継数も再度増えている。また1970年には巨人優勝がかかった中日戦、1981年にはジュニアオールスターゲームをネット受けしたものがあった
- ぎふチャン（ぎふチャン ダイナミックナイター）

中日戦を放映。
- テレ玉（TVSライオンズアワー、TVSヒットナイター）・びわ湖放送（BBCライオンズアワー）

交流戦の西武戦を放映。1980年にはジュニアオールスターゲームをネット受けした。
- チバテレ（マリーンズナイター）

交流戦のロッテ戦を放映。また2014年は8月27日に「オリックス×ロッテ」（ほっと神戸）を放映した。かつて（ロッテの千葉移転前の『CTCダイナミックナイター』時代）はロッテ戦以外の阪神戦もネット受けしていた（千葉マリンスタジアムでのヤクルト対阪神戦を含む）。
過去
- テレビ朝日（当時は日本教育テレビ）

1970年10月12日に行われた阪神対巨人戦をサンテレビ発でNET系列（テレビ朝日系列）向けに一部地域ネット放送 した事例がある。また1972年には一部試合で同系の瀬戸内海放送にもネットした試合がある。
- TOKYO MX（MXスタジアム）

阪神戦のみネット。地元の神宮球場で行われるヤクルト戦は、中日新聞社が出資している関係で放映した事がない。
現在はソフトバンク戦に特化した『STRONG!ホークス野球中継』が中心となり、2009年以降は放映しない。
- テレビ神奈川（tvk YOKOHAMAベイスターズナイター（現：tvkプロ野球中継 横浜DeNAベイスターズ熱烈LIVE））

1998年の横浜の優勝決定試合は甲子園での対阪神戦であったため、tvk解説者であった秋山登をゲストとして迎え本番組にて相互ネットで中継し、同球団の38年ぶりのリーグ優勝の瞬間を伝えた。
TBSテレビの横浜ベイスターズ出資の影響から、2010年以降横浜スタジアム開催のホームゲーム以外の中継を行わなくなった。前述のように2020年代になって本番組でのDeNA対阪神戦のネットが再開されたが、逆の事例の再開には至っていない。なお1982年には大洋対広島戦をネット受けした試合があった。
かつては、神宮球場で開催のヤクルト対阪神戦をサンテレビからしばしばネット受けし、時には横浜との二元中継をする事もあった。逆にテレビ神奈川が神宮からの自社製作を行い、阪神戦をサンテレビにネットする事があった。
- 奈良テレビ（タイムリーナイター）
- 群馬テレビ（GTVプロ野球スタジアム）
- とちぎテレビ（フライデーナイター）
- テレビ和歌山（独占!タイガースナイター）
- 東京12チャンネル→テレビ東京（戦国ナイター）

テレビ大阪の開局前まで。逆に、東京12チャンネル制作による阪神ビジターゲームの裏送りもあった模様。このほか、オープン戦の巨人戦がらみの試合 を東京12chからネット受けした試合や、逆にサンテレビから東京12chに向けたネット出し（巨人戦のみ実況アナウンスを差し替え）となった試合も多数あった。
- TVQ九州放送（旧名・TXN九州）

開局当初は野球中継のノウハウが乏しかったことから、ダイエー主催試合をサンテレビが主管制作し、TVQ九州放送が技術協力として参加する形式で、同時放送を行った。
また、これとは別に九州朝日放送からのネット受け（裏送りも含む）で中継した事もあった。
- 中国放送・広島ホームテレビ（1970年代 - 1980年代初期）・テレビ新広島

土曜開催の広島戦のデーゲームをネットした事があるほか、広島対阪神戦のオープン戦のネット受けが1984年にあった。中国放送・テレビ新広島では1990年代以降実況は自社で差し替えていた。
中国放送では、北陸地方遠征の広島主催ゲームの中継でサンテレビから配信された映像を使った事があり、「制作協力・SUN-TV　製作著作・RCC」とクレジットされた（実況・解説とスコア表示は自社で差し替え）。
広島ホームテレビでは1970年代に、甲子園球場で平日に開催された阪神対広島ナイトゲーム中継の一部を同時または録画ネット（例：広島が球団史上初のセ・リーグ優勝を達成した1975年の9月30日開催分を深夜に録画ネット）。広島が関与しない阪神戦中継でも、同局や瀬戸内海放送（後述）で同時ネットを実施したことがあった（例：1971年6月30日に甲子園球場で開催された阪神対巨人のダブルヘッダー第1試合の薄暮デーゲーム）。
番組タイトルやテーマ曲はネット受けした各局のもの（中国放送＝『ラデツキー行進曲』または『コバルトの空』。広島ホームテレビ＝『国民の象徴』。テレビ新広島＝『ライツアウトマーチ』または『フジテレビ・スポーツテーマ』）に差し替えていた。
- 瀬戸内海放送

1970年代のごく一時期、金曜ナイターの阪神戦を同時ネット中継したほか、上記の薄暮を含むデーゲームの中継を実施したこともあった。
- 岡山放送

岡山県野球場1974年4月6日（土曜、解説：後藤次男、実況：西澤暲）・7日（日曜、解説：後藤次男、実況：松島武雄）に行われた阪神対中日の開幕2連戦をネット受けしたが、6日は岡山放送が裏送りによる生中継だった一方、サンテレビ・KBS京都では競馬中継との兼ね合いから録画中継となり、7日はテレビ神奈川と岡山放送では裏送りで放送されたが、サンテレビ・KBS京都が「サンデースポーツアワー・日本サッカーリーグ・日立製作所対三菱重工」 を東京12チャンネルから同時ネットで放送し、日曜日に阪神主催試合の優先権があった朝日放送（当時TBS系）も通常編成としたため別制作を行わず、阪神主催の開幕試合では異例の関西地区での放送なしという事態となった。
- NHK BS1（NHKプロ野球）

1980〜90年代まで、制作コスト低減のため、NHK BS1のプロ野球中継ではパ・リーグ公式戦を中継する際、映像の配信を独立UHF局から受けて実況と解説を差し替える手法をとっていた（現在は球団による映像制作体制が整ったため、球団制作映像を主に使用）。サンテレビからは阪急→オリックス・ダイエーが関与するカードで実施し、3塁ランナーのワイプ映像もそのまま流れていた。この他に、スポーツニュースでは広島主催の阪神戦で映像素材をSUNから受ける事もあった。
- 名古屋テレビ（現・メ〜テレ、ビデオナイター・ゴーゴードラゴンズ）

1970年代後半から1980年代後半にかけて、ホームゲームの中日戦をダイジェスト版で時差放送。
- 北海道文化放送

1974年、札幌円山球場でのヤクルト対阪神戦を同局の技術協力を得て裏送りで放送。
- スカイ・エー・GAORA

スカパー!開局当初はまだ球団制作の体制が整えられていなかったため、まれにMBSテレビが制作する試合をGAORAが放送（サンテレビが並列放送していれば、サンテレビのものはスカイAで放送）する試合もあったが、概ね朝日放送テレビが制作する水・日曜日の試合を含め、巨人戦を除く大抵の試合はサンテレビのものをネットして放送していた（GAORAではヤクルト主催の阪神戦=明治神宮野球場他も放送されたこともある）。
球団の公式映像制作組織であるTigers-aiが発足後はSUN・ABCが放送を行っていてもこの2局向けへの放送（どちらか一方は生放送、もう一方は放送当日のニアライブを含む録画放送）は原則的にTigers-aiの配給に差し替えられた。但し、関西以外の地方開催である場合には当番組が放送された例もある。

## 解説者
サンテレビと朝日放送の提携が深まった1990年代以後、サンテレビ専属の解説者のほかに朝日放送からの解説者も数名兼務（出向扱い含む）して解説するようになり、阪神戦だけでなく朝日放送が直接関与していないダイエー・オリックス戦中継でも時折朝日放送の解説者が担当することがあった。
2008年以降、水曜日ナイターでABC朝日放送製作のテレビ朝日系全国放送が20時53分で終了後、関西ローカルでSUN・KBS京都で後リレー中継される場合、テレビ朝日解説者（栗山英樹・古田敦也）もそのまま出演する事例が数回存在したが、ここ数年は水曜日ナイターが全国放送されていないためテレビ朝日解説者は出演実績がない。
2019年の中継において、プロ野球解説者であっても「解説」「ゲスト解説」「ゲスト」と肩書きが３種類存在し使い分けをされていた。
基本的には「解説」はサンテレビ解説者、リレー中継の場合ABC解説者。「ゲスト解説」は臨時の解説者とABC契約解説者の出向パターン。「ゲスト」は主に芸能人などが出演する場合が多い。

### 現在

#### サンテレビ解説者
レギュラー

◎：朝日放送グループ（テレビ・ラジオ）の解説者を兼務

○：出演の当初は専属契約を結んでいる朝日放送（テレビ・ラジオ）から出向

●：テレビ中継には（他局での制作・放送分を含めて）本数契約扱いで出演

☆：（2023年度の時点で）『熱血!タイガース党』にレギュラー出演

※：『熱血!タイガース党』にも不定期で出演

◇：（2024年度の時点で）『NEWS×情報　キャッチ+』のレギュラーコメンテーター
- 福本豊◎☆（『熱血!タイガース党]』の第2代「党首」）
- 真弓明信◎ （『熱血!タイガース党』の初代「党首」）
- 中田良弘◎※（『熱血!タイガース党』の「副党首」）
- 岡義朗（Tigers-ai・オリックス球団制作中継〔J SPORTS・TwellVで放送〕解説者兼任）
- 掛布雅之●（2013年途中から2015年まで出演した[77] 後に、阪神二軍監督を経て、阪神球団オーナー付シニア・エグゼクティブ・アドバイザー時代の2018年から復帰。2020年からは、阪神電気鉄道のHLT＜ハンシン・レジェンド・テラー＞として出演。日本テレビ・読売テレビ・MBSラジオ・Sky A sports+・DAZN解説者兼任）
- 広澤克実（2010年度から出演。仙台放送解説者兼）[78]
- 下柳剛◎○※
- 桧山進次郎◎○※◇
- 関本賢太郎◎○
- 濱中治◎○☆（朝日放送からの出向時代から『熱血!タイガース党』の司会を「幹事長」という肩書で担当）
- 矢野燿大●※（『熱血!タイガース党』の「優勝対策委員長」。2011年度から2016年度までは◎○で、阪神のコーチ・監督を経て、2023年度から解説者としての活動を再開した。再開後はテレビ中継での解説のみ本数契約へ移行していて、当番組へ出演する際の表記でも、「解説」と「ゲスト解説」という肩書が混在している。なお、2023年度の中継には2回出演）
- 鳥谷敬●（2022年 - 。パナソニック野球部のコーチで、2023年度の中継には3回出演）
- 佐藤義則●（2008年および2023年 -　。関メディベースボール学院の統括投手コーチで、2023年度の中継には2回出演）
- 井川慶●（2022年 - 。2023年度の中継には1回出演。2022・2023年度には、『キャッチ+』のスタジオやロケ企画にも登場していた）
- 坪井智哉●（2022年 - 。北海道フロンティアリーグの石狩レッドフェニックス監督で、2023年度の中継には1回出演）
- 山本昌●（バンテリンドームでの中日主催試合のみ出演。2016年から出演。日本テレビ放送網・中京テレビ放送・CBCテレビなどの解説者を兼任）
- 山崎武司●（バンテリンドームでの中日主催試合のみ出演。フジテレビ・ニッポン放送・東海テレビ・東海ラジオなどの解説者を兼任。山本昌と同様の事情で、当番組では主にバンテリンドームでの中日対阪神戦中継へ登場）
- 岩瀬仁紀●（バンテリンドームでの中日主催試合のみ出演。2019年から出演。CBCテレビ・CBCラジオ・東海ラジオなどの解説者を兼任。山本昌・山崎と同様の事情で、当番組では主にバンテリンドームでの中日対阪神戦中継へ登場）
- 緒方孝市●（2021年 - 。2023年度の途中まで「ゲスト解説者」と扱われていたが、2023年7月4日の広島対阪神戦中継には「解説者」として出演）
- 西山秀二●（2024年 - 。2023年まで中日のバッテリーコーチを務めていた関係で、バンテリンドームでの中日対阪神戦中継から出演）

ゲスト解説
- 田淵幸一（BS-TBS・TBSチャンネル解説者兼。2014年5月1日の対広島戦に出演）
- 野田浩司（2014年から出演。サンテレビでは対オリックス戦や、テレ玉へネットする試合の西武ライオンズ戦でのゲスト出演のみ）
- 黒田正宏（2016年から出演。Tigers-ai解説者兼）
- 岩本勉（2016年から出演。文化放送、その他在札各局解説者兼。対日本ハム戦ビジターゲームに出演）
- 若菜嘉晴（2017年から出演。福岡放送・読売テレビ・FOX SPORTS ジャパン解説者兼）
- 狩野恵輔（2018年から出演。読売テレビ・MBSラジオフィールドキャスター・スカイ・A sports+・Tigers-ai解説者兼。サンテレビでは、2018・2019年に『情報スタジアム 4時!キャッチ』の月曜日、2021年に『NEWS×情報　キャッチ+』火曜日のVTR企画にレギュラー出演）
- 加藤英司（2018年 - 。2007年 - 2015年。かつてはオリックス戦担当だった。2018年8月22日の中日対阪神戦のゲスト解説者として出演）
- 金本知憲（2019年 - 。2013年 - 2015年。朝日放送テレビの阪神戦中継にも、2022年に「ゲスト解説者」として1回出演）
- 中畑清（2022年 - 。日本テレビ・ラジオ日本の解説者および、スポーツニッポンの評論家と兼任）
- 吉見一起（2022年 - 。CBCテレビ・CBCラジオ・TBSテレビの解説者および、中日スポーツの解説者と兼任。当番組では主にバンテリンドームでの中日対阪神戦中継へ登場）
- 能見篤史（2023年 - 。日本テレビ・TBSテレビ・毎日放送・MBSラジオ・テレビ大阪・NHK大阪放送局などの中継にも出演）
- 糸井嘉男（2023年 - 。阪神球団のスペシャルアンバサダーで、朝日放送テレビ・関西テレビ・毎日放送の中継にも「ゲスト解説者」として出演）
- 金村暁（2023年 - 2024年。Tigerai解説者。HBCラジオ解説者・MBSラジオ準解説者。現：阪神コーチ）
- 福留孝介（2023年 - 。日本テレビ・フジテレビ・東海テレビ・東海ラジオ・中京テレビ・毎日放送・MBSラジオ・読売テレビ・朝日放送テレビ他解説者）
- 高橋慶彦（2023年 - 。現役時代の終盤に阪神とロッテへ在籍していたことから、阪神対ロッテ戦の中継に「ゲスト解説者」として出演）
- 坂口智隆（2023年 - 。サンテレビの本社がある神戸市の出身）
- 梨田昌孝（2024年 - 。2023年まではNHK大阪放送局と専属契約）
- 田尾安志（2024年 - 。関西テレビ・フジテレビ・東海テレビ・テレビ愛知・ニッポン放送解説者および、サンケイスポーツの評論家と兼任）
- 福原忍（2025年 - 。タイガースアカデミーコーチ・Tigers-ai解説者）

#### 朝日放送テレビ・朝日放送ラジオ解説者（出向）
- 中西清起（2016年復帰）
- 湯舟敏郎（2015年復帰）
- 藤川球児（2021年 - 2024年。阪神球団のスペシャルアシスタント。当番組にはリレー中継を含めて年に1回だけ出演。現:阪神監督）

福本、真弓、中田以外の朝日放送解説者については、氏名のテロップに「ABC」のロゴを入れている。また、朝日放送制作によるナイター完全中継でも2005年（平成17年）頃から福本らを含めてロゴを入れていたが、2008年（平成20年）からは彼らの所にはサンテレビ制作と同様にロゴを入れていない。
なお、朝日放送との共同制作扱いとなる日曜ナイターを含め、ABCロゴの表示のない「ゲスト解説者」の扱いで出演するケースも多い。2021年（令和3年）の7月からは、朝日放送グループ以外の放送局（NHK・関西テレビ・フジテレビ）と野球解説者としての契約を結んでいる藤川も、「阪神タイガースの特別職（スペシャルアシスタント）」という立場でトップ&リレー方式の阪神戦中継にゲスト出演。2024年には「阪神タイガース Women」の練習試合中継でも解説を任されていたが、 2025年シーズンから阪神に一軍監督として復帰したことに伴って、サンテレビ・朝日放送テレビが制作する中継での解説を2024年シーズン限りで終了した。
2021年からは、トップ&リレー方式の阪神戦中継で阪神が勝利した場合に、当日出演の解説者が試合後の監督インタビューも担当。担当する解説者は、試合終了の直後から中継終了の直前までに、放送席とネット裏のインタビューゾーンを往復している。最初の事例は同年4月14日（水曜日）に甲子園球場から中継された広島とのナイトゲーム（試合開始は18:01で解説者は福本）で、ABCからサンテレビへのリレー直後（20:54）に試合が終了したため、福本による矢野燿大監督（当時）へのインタビューの模様が当番組内で放送された。

### 過去の解説者
- 秋本祐作（1974年。阪急戦の解説を担当）
- 阿部八郎（1974年。阪急戦の解説を担当）
- 有田修三（朝日放送から出向）
- 伊藤文隆（朝日放送ラジオとの兼任扱いで出演した後に、阪神球団本部の職員を経て2013年に復帰していた。現・光泉カトリック高等学校の硬式野球部監督）
- 稲尾和久（朝日放送からの出向およびダイエー主催試合の九州朝日放送・テレビ朝日制作3局同時ネット時に出演）
- 井上一樹 （2023年。バンテリンドームでの中日主催試合にゲスト出演。現・中日ドラゴンズ二軍監督）
- 今岡真訪（2013 - 2015年に、本名の「今岡誠」名義で本数契約。2022年に解説者としての活動を再開していたが、当番組の中継に登場しない一方で、サンテレビのYouTube公式チャンネルで同年3月から月に1 - 2回実施していた動画のライブ配信企画「今岡・湯浅の真の虎になれ!」にレギュラー出演。）
- 上田利治（2000年 - 2017年。2012年まで主にオリックス戦や関東圏での阪神ビジターゲームの解説を担当。1994年にもゲスト解説者として出演）
- 今井雄太郎（1992年 - 1994年。主にダイエー主催試合を担当。現・福岡県拠点ローカルタレント）
- 岡田彰布（フリー。2013年 - 2022年。）
- 岡本健一郎（1974年。阪急戦の解説を担当）
- 岡本伊三美（朝日放送から出向）
- 柏原純一（朝日放送から出向）
- 門田博光（2000年 - 2005年。朝日放送から出向）
- 鎌田実（1972年 - 1992年および1995年 - 2001年）
- 河村英文（九州朝日放送解説者。ダイエー主催試合の九州朝日放送制作裏送りおよび同時ネットのみ）
- 川相昌弘（2021年。読売ジャイアンツのOBながら、同年の阪神春季一軍キャンプで臨時コーチに招聘された縁でゲスト解説者として出演。現・ジャイアンツ一軍内野守備コーチ）
- 木戸克彦（朝日放送から出向。現役時代に一貫して所属していた阪神に球団本部長として復帰してからも、「阪神タイガース Women」練習試合の中継に2023年まで出演していた。現・「阪神タイガース Women」監督兼阪神球団プロスカウト）
- 久慈照嘉（2014年 - 2015年。Tigers-ai、J SPORTS制作MLB中継兼任）
- 工藤一彦（1991年 - 1995年。朝日放送から出向）
- 久保康友（2021年 - 2022年。ロッテから阪神などを経て、どの球団にも所属していなかった2021年に、阪神対ロッテ戦の中継へ「両球団のOBゲスト」として出演していた。さわかみ関西独立リーグの兵庫ブレイバーズに所属していた2022年には、関西独立リーグの中断期間にセ・リーグの阪神戦も解説。2023年以降も、ドイツの野球リーグであるブンデスリーガのハンブルク・スティーラーズで現役生活を続けている）
- 後藤次男（1970年 - 1977年および1979年 - 1995年）
- 後藤修（1972年。『ジプシー後藤』名義）[80]
- 小林繁（朝日放送から出向）
- 小山正明（2018年 - 2024年。1989年、1992年、1995年 - 1997年、 1999年 - 2017年までは専属扱いの解説者としてレギュラーで出演）
- 佐々木修（1998年 - 2005年。朝日放送から出向）
- 佐々木誠（2002年。現・鹿児島城西高等学校硬式野球部監督）
- 真田重蔵（1974年。阪急戦の解説を担当）
- 島野育夫（1985年）
- 正田耕三（2008年。現・京都成章高等学校野球部アドバイザーコーチ）
- 鈴木幸雄（1974年、阪急戦の解説を担当）
- 高代延博（2021年 - 2022年。関メディベースボール学院統括野手総合コーチ・Tigers-ai解説者・デイリースポーツ評論家との兼任扱いで出演していた。現・大阪経済大学硬式野球部監督）
- 竹之内雅史（1988年）
- 戸倉勝城（主に阪急戦の解説を担当）
- 並木輝男
- 成本年秀（本数契約。現・大阪電気通信大学硬式野球部投手コーチ）
- 野口二郎（1974年。阪急戦の解説を担当）
- 野口寿浩（2016年、2019年 - 2020年。Tigers-ai・J SPORTSMLB中継解説者兼。）
- 皆川睦男（朝日放送から出向）
- 浜崎真二（1974年。阪急戦の解説を担当）
- 東尾修（当時テレビ朝日解説者。ダイエー主催試合の九州朝日放送・テレビ朝日制作での3局同時ネットのみ）
- 福原峰夫（2003年）
- 藤井栄治（1985年 - 1987年、1990年 - 1992年および1994年 - 2003年）
- 藤原満（九州朝日放送解説者。ダイエー主催試合の九州朝日放送制作裏送りおよび同時ネットのみ）
- 藤本敦士（本数契約。現・阪神一軍内野守備走塁コーチ）
- 古川清蔵（1974年、阪急戦の解説を担当。当時は競馬評論家としても活動）
- 藤田学（1993年 - 1995年。主にダイエー主催試合を担当したが、阪神主催試合も一部担当）
- 藤田平（阪神二軍監督就任以前は朝日放送から出向扱い、阪神退団後はサンテレビ専属。現・デイリースポーツ評論家）
- 藤本定義（主に阪急戦の解説を担当）
- マーティ・キーナート（後に東北楽天球団アドバイザー・ファンサービス部長）
- 三浦方義
- 村山実（朝日放送から出向）
- 森本潔（東海ラジオ・東海テレビ〈ローカル放送と三重テレビでの放送時のみ出演〉解説兼任。阪急・オリックス主催試合及び「阪神対中日」戦のみ。三重テレビ経由でネット受けの東海テレビ制作中日主催ゲームへの出演もあり）
- 山沖之彦（現・オリックス球団制作中継〔主にJ SPORTSで放送〕解説者）
- 吉田義男（野球フランス代表の監督を務めた1990年に、帰国時に本数契約で出演。2020年まで朝日放送テレビ・朝日放送ラジオ解説者。2015年は朝日放送からの出向扱いで出演）
- ロベルト・バルボン（第1回中継の時の解説者）
- 和田豊（阪神球団のオーナー付シニアディレクター時代に、関西テレビ解説者および、NHK大阪放送局・毎日放送のゲスト解説者との兼務扱いで出演。現・阪神タイガース一・二軍打撃巡回コーディネーター）

## 実況・リポート担当アナウンサー
放送開始から1987年までは、他局で長らくプロ野球の実況を経験したベテランのフリーアナウンサーが、交互に実況を担当していた。サンテレビの社員アナウンサーが実況に携わるようになったのは、1988年からである。
- 湯浅明彦（2000年 - ）
- 濱野圭司（2002年 - 、フリー、元KBS京都アナウンサー。オリックス球団制作中継兼務だが、NPB取材パスはサンテレビ所属としての登録。）
- 橋本航介（2015年 - 、元山陰放送）
  - 阪神戦中継では、9月11日の対広島戦（甲子園）でベンチリポーターとしてデビュー。2016年4月12日の対DeNA戦（甲子園）から勝利監督インタビュー、6月2日の対楽天戦（コボスタ宮城）からヒーローインタビュー、2017年7月18日の対広島戦（甲子園）から実況も担当している。
- 村上昂輝（2020年 - 、元西日本放送）
  - 阪神戦中継では、7月18日の対中日戦で勝利監督インタビュアーとしてデビュー。8月25日の同カードから、ベンチリポートとヒーローインタビューも担当している。2021年2月から『熱血!タイガース党』に出演。同年6月29日の「野村克也追悼試合」（甲子園球場での対ヤクルト戦）で、実況デビューを果たした。

特記のない人物はサンテレビアナウンサーで、湯浅以外は他局からの移籍組。
水・日曜日の阪神ナイトゲームでABC（朝日放送→朝日放送テレビ）と共同で制作するリレー中継では、ABCのアナウンサーがベンチリポートを担当する。2018年以降は、他曜日のナイトゲーム中継でも担当する場合があるため、この場合の中継も名目上はABCとの共同制作として扱われている。
サンテレビでは、2021年のNPBレギュラーシーズン開幕第2週（4月1日＝木曜日）から、平日の17時台に『NEWS×情報　キャッチ+』を放送。自社制作で阪神のナイトゲームを中継する場合には、「情報+」（17時台前半の地域情報パート）の終盤を、「『サンテレビボックス席』Soon」（中継の前座コーナー）に設定している。このコーナーでは、中継に出演する同局のアナウンサー（主にベンチリポーター）が、当該試合での阪神のスタメンを「スタメンキャッチ」、活躍が期待される阪神の選手1名を「キャッチ・ザ・プレーヤー」と称して中継先の放送席から紹介している（最初の事例は同日の広島対阪神戦で中継先のマツダスタジアムから橋本が出演）。

### かつての実況・ベンチアナウンサー
- 松島武雄（1969 - 2001年：第1回中継の実況担当で、ラジオ関西からの出向を経てフリーに転身）
- 西澤暲（1970 - 2001年：元ラジオ大阪→CBC）
- 岡田実（1978 - 1988年：元NHKスポーツアナウンサー。横浜市内に自宅を構えていた関係で、tvk制作の大洋・ヤクルト主催試合の実況にも出演）
- 越智正典（1980年：元日本テレビで、同局からの退職後に阪急戦の中継で実況を担当）
- 奥田博之（1981 - 1992年：松島と同期でラジオ関西に入社した後に、同局からの出向を経てフリーに転身。読売テレビ『2時のワイドショー』元司会者）
- 香西正重（1981 - 1983年：元毎日放送で、同局からの退職後に阪急戦の中継で実況を担当）
- 川原恵輔（1986 - 1988年：元NHKで、当番組では阪急戦の中継で実況を担当。他にTVS制作の西武・日本ハム[81]・千葉テレビ製作のロッテ戦主管試合も担当）
- 土門正夫（1988 - 2000年：元NHK）
- 谷口英明（1988 - 2019年：初めて実況陣に加わったサンテレビの社員アナウンサーで、1988年5月31日の阪神対ヤクルト戦から、2019年9月19日の同カードまで408試合にわたって実況を担当[82]）
- 山口富士夫（1996 - 2005年：オフィスキイワード所属のフリーアナウンサー、ラジオ大阪制作の阪神対巨人戦などの中継でベンチリポーターを務めることもあった）
- 桐山隆（2002 - 2010年：元南日本放送。担当期間中はフリーの立場で、Tigers-ai制作の阪神戦中継にも出演）
- 小浜英博（2006 - 2011年：青森テレビ→サンテレビ、『NEWS PORT』メインキャスターへの起用以降は、主にサンテレビの報道・情報番組へ出演）
- 木内亮（2006 - 2021年4月：石川テレビ→サンテレビ、『情報スタジアム 4時!キャッチ』→『キャッチ+』のメインキャスター担当期間中も出演していたが、社会情報部のキャスター職・管理職への異動が決まったことを機に、2021年4月8日の阪神対巨人戦中継での実況を最後に勇退していた）
- 黒沢幸司（フリー〈シオノ事務所所属〉、チバテレにネットする阪神対ロッテ戦のベンチリポートを担当）
- 堀口文宏（お笑い芸人〈あさりど〉、テレ玉にネットする阪神対西武戦のベンチリポートを担当）

黒沢・堀口は出演時にビジター球団のベンチリポートへ専念するため、当該試合を実況しないサンテレビのアナウンサーが阪神側のリポートを担当していた。
ダイエー主催ゲームでは、自社からのスタッフ派遣の他に、九州朝日放送やテレビ朝日のアナウンサーと解説者が担当する中継もあった。1994年からは一時、甲子園球場での中継において、曜日ごとに一塁側スタンドに「チアリポーター」と称する女性タレントを1人配していた（現在は廃止）。また、2012年から2017年までは、サンテレビの女性アナウンサー・榎木麻衣（元宮崎放送）がベンチリポーターを務めることもあった。
2022年7月の「おっ!サン伝説2022・真夏の13連戦」期間中は、実況・リポート要員のアナウンサーが諸事情で払底した中盤から、木内と谷口が勝利監督へのインタビュアー限定で当番組へ相次いで復帰していた（詳細後述）。なお、木内は2023年4月からサンテレビの事業部へ異動。アナウンサーと社会情報部の記者を兼務していた小浜も、同月から報道部で記者職に専念している。

## ゲスト
関西ローカルの独立局ながら、阪神タイガースファンとしての有名人がゲスト解説で登場することもある。下記で挙げるのはほんの一部で、これ以外にも大物ゲストの登場が多々ある。
- 2005年9月20日の阪神対中日戦には、阪神ファンである渡辺謙が5回までゲスト出演。以降も、不定期で数回登場している。
- 過去には、サンテレビで火曜洋画劇場の解説を担当していた山城新伍が約年に一回のペースで出演。
- 2016年6月3日の阪神対西武戦には、西武ファンを公言している堀口文宏が西武ベンチリポートを担当した。
- 他には千堂あきほ（放送2,000試合記念）、岡田茉莉子、汀夏子、泉ピン子、武原英子、高島忠夫、岡田眞澄、勝呂誉、高橋悦史、柴俊夫、矢崎滋、京本政樹、ダンカン、そして朝日放送アナウンサーの道上洋三や武周雄（放送2000試合記念）も出演したことがある。さらに2008年には、東名阪ネット6制作のカルチャーSHOwQ〜21世紀テレビ検定〜の宣伝を兼ねて筧利夫も出演した。

## 主な出来事

### 2008年
- 全国ネットの対巨人戦中継における延長オプション（最大21:24 - 54まで）の撤廃に伴い、2008年（平成20年）より、対巨人戦のリレー中継を開始。日曜開催の対巨人戦の後リレー最大延長は23:39（延長時、以降の一部番組を休止、繰り下げ）。対巨人戦の後リレーは2006年（平成18年）9月6日に20:47から試合終了まで組まれて以来（雨天中止となった振替試合は朝日放送制作分をサンテレビが完全生中継）。
- 交流戦ビジターゲームは、対オリックス戦（水曜日）、対日本ハム戦（土曜日）、対西武戦（水曜日）の3試合をリレー中継で放送した（全て朝日放送制作、対日本ハム戦は北海道テレビ制作協力）。
- 阪神戦以外のオリックス主催試合の交流試合の放送は1試合もなかった（その他のパ･リーグ球団主催のものとしてはいずれも対阪神戦で上述のトップ&リレー+ソフトバンク･楽天戦=自社制作、西武戦=テレビ埼玉制作が放映される）。
  - 5月20日の京セラドーム大阪での交流戦の対オリックス戦は阪神主催ではなかったためにサンテレビではなく、テレビ大阪（奈良テレビ･テレビ和歌山でも同時ネット）で中継された。
- 4月12日、ビジターゲームとしては珍しく、横浜スタジアムの対横浜戦（14時試合開始、14時 - 18時）を中継（11日のナイターも放映。13日は珍しく地上波関西ローカル･無料BS放送での放映がないため、有料CS放送のTBSニュースバードを見ることになる）。
- 10月12日、スカイマークスタジアムでの対中日戦はサンテレビで放映された。

### 2009年
- 5月26日の交流戦の対ロッテ戦は、5月24日に開催されていた試合が雨天ノーゲームとなったため、この日に振替試合が設定されたが、朝日放送では編成の都合で差し替えが出来ないため、サンテレビ（24日の試合はサンテレビは元から放映権を持っていなかった）に放映権を譲渡した上で、同局制作（解説:有田修三、湯舟敏郎、実況:清水次郎、リポーター:田野和彦）による完全生中継で放送された。
  - 翌5月27日は元から交流戦の対西武戦が朝日放送制作のリレーナイターで行われることになっていたので、2日間連続してサンテレビは朝日放送制作のナイターを放送する形となった。
- 6月17日の交流戦の対日本ハム戦（京セラドーム大阪）、7月22日の対ヤクルト戦（甲子園）は水曜開催であり、本来は朝日放送とのトップ&リレー中継で放送するが、朝日放送では前者は『2010FIFAワールドカップアジア地区最終予選　オーストラリアVS日本』、後者は『世界水泳ローマ2009シンクロナイズドスイミング中継』（20時から）が編成されたため朝日放送制作による完全生中継で放送（6月17日・7月22日共に解説:湯舟敏郎、実況:楠淳生、リポーター:堀友理子）。
- 8月30日の対巨人戦は朝日放送では衆議院選挙開票速報を放送する都合上、朝日放送へのリレーは18時半から19時台の90分のみになり、18時からの30分間と20時から試合終了まではサンテレビで放送した。
- 2009年（平成21年）ホーム最終戦である10月4日の対中日戦は日曜日だが、他局が放映権を持つ試合の予備日開催となったため、朝日放送･サンテレビで中継されなかった。本来は4月14日の振替試合かつ関西テレビが放映権を持っていて、当初からサンテレビは放映権を持っていなかったためである。関西テレビでは『競馬中継』を優先したため、当日深夜に録画中継で放送された。

### 2010年
- 4月3日は対中日戦（ナゴヤドーム）を15時から放送した。週末デーゲーム中継は阪神主催試合が中心だが、ビジターのデーゲームが放映されたのは近年では珍しい。
- 5月25日の対ロッテ戦（甲子園）は元々は朝日放送での完全生中継が予定されていた5月23日の振替試合であったが、前年同様に放映権を持っていた朝日放送では編成の都合上差し替えが出来なかったため、サンテレビ（元から放映権を持っていなかった）に放映権を譲渡した上で同局制作（解説:有田修三、中田良弘、実況:楠淳生、リポーター:岩本計介、朝日放送系のスカイ・エーでも生中継されたが、諸事情により朝日放送制作ではなくTigers-ai制作分を放送）による完全生中継で放送された。
  - 5月26日には元から交流戦の対西武戦が朝日放送制作のリレーナイターで行われるため、2日連続で朝日放送制作のナイターが放送されることになる。
  - この前週・5月18日には九州朝日放送/朝日放送共同制作（九州朝日放送制作映像を2局ネットし、朝日放送は実況を差し替え）によるソフトバンク戦をリレーナイターで放送したため火曜日は2週連続で朝日放送制作のナイターが放送された。

### 2011年
- 3月25日、ヤクルトとの開幕戦を神宮球場から17:30-21:24に、また本拠での主催試合は3月30日の対中日戦（京セラドーム大阪）のトップ中継（後リレーは朝日放送がテレビ朝日制作の3時間特番を19時から放送する関係で放送なし）を17:55-18:24にそれぞれ生放送する予定だったが、東日本大震災の影響による開幕戦延期のため放送なし。開幕は4月12日の甲子園での対広島戦となり、この試合からの放送開始となった。またこの試合は関西テレビとの並列放送（解説:田尾安志･達川光男、実況:大橋雄介、リポーター:吉原功兼･矢野寛樹〈テレビ新広島〉）となり、ビジター側地元局のテレビ新広島でも関西テレビからのネット受けで放送された。
- 5月24日の交流戦の対西武戦は、急遽前日5月23日の試合が中止になったのを受けて開催が決定し、ホームページでも「予備日として開催される場合に放送される」と紹介されていたが、実際には放送されなかった（その後「5月24日予備日中継」のホームページでの表示は削除された）。
  - 元々23日の試合は読売テレビが放映権を持っていて、サンテレビは最初から放映権を持っていなかったためである。読売テレビも予備日開催となった24日の試合も編成上の都合で放映権を返上したことから阪神主催試合としては異例の地上波中継なしとなった（NHK BS1･スカイAの生中継、およびGAORAの録画中継は行われた）。
  - これを受けて、誤解防止のため5月･6月の交流戦で予備日開催が発生してサンテレビが放送される場合は、いつの当初開催予定日が中止になった場合に放送するかを表示するようになった（例･5月30日の楽天対阪神予備日の中継は5月28日開催の試合が中止になった場合のみに放送するので「5月28日が中止の場合・5月30日予備ゲーム」と表記するようになった）。
- 7月27日の対中日戦（阪神甲子園球場）は、水曜日だが朝日放送では『世界水泳2011』が編成されたため、生中継での放送が出来ず、さらにサンテレビでも生放送テレビショッピングが編成された関係で放送枠が確保出来なかった事から、公式戦が終了する10月以前においては、近年では珍しい朝日放送での深夜の録画中継による放送（通常このケースでは朝日放送製作によるサンテレビでの完全中継にしている）となった（但し、NHK BS1では通常通り生中継が行われた）。
  - 同様に10月16日の対広島戦もサンテレビでは編成の関係で放送されなかった他、朝日放送でも編成の都合で生中継での放送が出来ず、当日深夜に録画中継で放送した。

### 2012年
- この年の夏期（7〜9月上旬）の日曜ナイター中継からは、実況はサンテレビのアナウンサーが行い、ベンチリポートは朝日放送アナウンサーの担当に変更されている。
- 4月1日（日曜）の対DeNA戦（京セラドーム大阪）は朝日放送が14:00 - 15:25に『ゴルフ中継』を放送するため、14:00 - 15:30まではサンテレビで放送し、それ以降は朝日放送での生中継となった。日曜デーゲームでのトップ中継は2006年以来6年ぶりで、ゴルフ中継によるトップ中継は珍しい。
- 4月11日のマツダスタジアムの対広島戦で解説の広澤克己が山陽新幹線の遅れの影響で1時間ほど遅刻したため、その間は実況アナウンサー（当日は湯浅明彦が担当）のみで放送した。
- 5月23日の対オリックス戦は、オリックス主催試合ながら関西ダービーであるため阪神主催試合に準じて朝日放送が放映権を持っており、朝日放送とのリレー中継で放送する予定だったが、『キリンチャレンジカップ「日本代表対アゼルバイジャン代表」』を中継するため、急遽サンテレビに放映権を譲渡した上で同局制作（ゲスト:野茂英雄・解説:矢野燿大、実況:岩本計介、リポーター:枝松順一・角野友紀）による完全生中継での放送となった。
- 5月30日の交流戦の対ロッテ戦（朝日放送とのトップ&リレー中継）で21:30頃サンテレビのみ音声が急に途切れ、場内音声で中継するという放送事故が発生した。その後復旧するも解説音声にノイズが混ざる、番組提供が２回流れるなどの不具合が続き、最終的には中継終了後の「放送予定」で固まったため、放送を数分間中断する事態にまで発展した。

### 2013年
- 甲子園および京セラドームの阪神主催公式戦で3回裏・7回裏終了時にスコアボードへ表示される他球場の速報について、朝日放送が「ABCプロ野球速報」のタイトルで長年担ってきた情報提供業務を、モバプロとスポンサー契約を結んだうえで引き継いでいる（球場での表示名は「モバプロ提供　サンテレビプロ野球速報」）。
- 阪神公式戦では通算で3001試合目の中継になった4月29日の対広島戦デーゲーム中継（甲子園）では、中継の前枠で『3000試合メモリアル!〜タイガースと共に〜』（前述）を放送していた関係で、同番組の生放送に使っていた「ロイヤルスイート」（ネット裏最上段の法人顧客・年間契約向けバルコニー付き個室）と通常の放送席（実況：湯浅明彦、解説：吉田義男・小山正明）による二元実況形式で中継。同番組のMCを務めた谷口と、ゲストで出演していた真弓・岡田彰布・中田が中継の随所（主にイニング明け）でミニ実況・解説を繰り広げていた[84]。この試合は毎日放送[85]（解説：太田幸司･今岡誠、実況：赤木誠、リポーター：馬野雅行）との並列放送となり、ビジター側地元局の中国放送[86]（解説：山崎隆造、実況：一柳信行、リポーター：坂上俊次）でも自社の出演者による別制作で放送された（実況と解説は広島からのオフチューブか現地乗り込みかは不明。リポーターの坂上は朝日放送ラジオ制作のラジオ中継〈解説：赤星憲広、実況：高野純一、阪神リポーター：楠淳生〉と兼務のため現地入り）。
- セ・パ交流戦期間中の6月2日（日曜日）は、朝日放送が14:00 - 15:25に女子プロゴルフトーナメント・リゾートトラストレディス最終日中継（静岡朝日テレビ制作）を放送するため、朝日放送が放送権を持つ交流戦の対ソフトバンク戦（福岡ヤフオク!ドーム）のデーゲームを同局制作のトップ&リレー中継方式で14:00 - 15:30に放送（解説：下柳剛・濱中治、実況：朝日放送・清水次郎、ゲスト:浦川泰幸〈九州朝日放送では解説：藤原満、実況：小林徹夫〉）。ゴルフ中継終了後の15:30以降は朝日放送での中継となった。同月5日の対西武戦（倉敷）も、同球場の阪神主催試合では異例のトップ&リレー中継で中継した（解説：吉田、実況：朝日放送・小縣裕介。開催地地元局の瀬戸内海放送では編成上の都合で生中継による同時ネットまたは深夜の録画中継のいずれの形式でも放送されなかった[87]）。
  - 対西武戦のトップ&リレー中継では、西武OBの森繁和（文化放送・J SPORTS野球解説者）をゲスト解説者に起用。通常の倉敷主催試合ではサンテレビ自社制作の中継を同時に放送するスカイAでは、Tigers-ai制作版の中継（解説：岡、実況：桐山）を放送した[88]（スカイAおよびGAORAの録画中継でもTigers-ai制作版を放送）。
- 7月9日･7月10日は、沖縄セルラースタジアム那覇の対中日戦[89] を中継。阪神球団が沖縄県内で公式戦を主催するのは、この2連戦が初めてである。サンテレビでは、当番組の阪神戦中継3000回記念企画として、福本との交流会・沖縄県内の観光プランを組み込んだ同球場への阪神応援ツアーをこの期間に実施している。
  - 上記の2連戦では、沖縄県の日没時間を考慮して、試合開始時間を19時に設定。このためサンテレビでは、本来は22時台に放送する番組の放送枠を9日には試合開始前、10日にはリレー中継の開始前にそれぞれ繰り上げた。また、本来は21:30から放送される『NEWS PORT』については、基本の放送枠を通常より1時間遅い22:30 - 22:55に設定した。実際には、両日とも中継を延長したため、試合終了後に同番組を放送している。
- 7月14日、甲子園での対DeNA戦はブシロードの協賛により『ブシモ・ナイター』として開催された関係で、同社が展開する『Project MILKY HOLMES』に出演している地元・兵庫出身の声優・歌手である寺川愛美がゲスト出演した[90]。
- 9月15日に神宮球場から中継した対ヤクルト戦では、ウラディミール・バレンティン（ヤクルト外野手）がシーズン56号本塁打（日本プロ野球新記録）と57本塁打（アジアにおけるプロ野球新記録）を達成した。このため、阪神の敗戦に終わったにもかかわらず、試合後には特例でバレンティンによるヒーローインタビューを全編放送した。
- 9月25日の対DeNA戦（阪神甲子園球場）は、水曜だが、朝日放送では編成上の都合で生中継での放送が出来ず、さらにサンテレビでも放送枠が確保出来なかったため、朝日放送が当日深夜に録画中継で放送した。
- 10月5日には、阪神主催試合最終戦および、桧山進次郎（阪神外野手）の引退試合になった対巨人戦（阪神甲子園球場）を朝日放送制作（解説：矢野・下柳、実況：岩本計介、リポーター:高野純一＝いずれも同局アナウンサー)で中継。編成の都合で完全中継ではなく、試合途中の19:00から試合後の桧山の引退セレモニーまで放送することによって、2013年の公式戦中継を締めくくった[91]。BS朝日でも18:54 - 20:54に同内容で中継していたため、トップ&リレー中継時と同様に、スコア表示は朝日放送仕様を使用した。

### 2014年
- 7月1日の対ヤクルト戦は倉敷での主催試合ながらサンテレビでは放送せず（当日は『オリックス×楽天』戦を自社制作で放送）、関西テレビが中継した（フジテレビ系列『広島 vs 巨人』〈フジテレビ・テレビ新広島制作〉全国中継の差し替えだったが、開催地地元局の岡山放送では放送しなかった。一方、GAORAとスカイAの中継はTigers-aiが別制作）。
- 8月10日の対広島戦（京セラドーム大阪）は、朝日放送が第96回全国高等学校野球選手権大会のテレビ中継を実施する予定であるのと、サンテレビも編成の都合により中継予定がなかったため、当初は朝日放送が当日深夜に録画中継で放送する予定だったが、高校野球の開催が台風11号の影響に伴い、9日･10日の開催を取りやめたため、急遽生中継（高校野球の関係で朝日放送の機材および要員が不足したため、サンテレビが中継車や技術スタッフを派遣）に変更された。当初は雨傘番組扱いだったためか、ビジター側地元局の広島ホームテレビでは『カープ応援中継“勝ちグセ。”』としての自社での独自実況による広島県ローカル向けの生中継、朝日放送からの同時ネットによる生中継のいずれの形式でも放送されなかった。
- 9月30日の対DeNA戦（阪神甲子園球場）は、サンテレビ･朝日放送共同制作によるサンテレビで放送予定であった8月3日の振替試合だが、サンテレビでは編成上の都合で放送されず、朝日放送でも編成上の都合で生中継での放送が出来なかった事から、同局が当日深夜に録画中継で放送した。

### 2015年
- 前年に引き続き、倉敷で行われた7月7日の対中日戦はサンテレビでは放送せず、関西テレビが中継した。
- 9月4日にナゴヤドームで行われた対中日戦を「虎テレ」にも配信。対中日戦ビジターゲームで同サービスに映像を配信するのは初めてだった。なお、これまで「虎テレ」には中日球団制作の映像（J SPORTS STADIUM向けの映像を裏送り）が配信されていた。当日の東海地区での地上波放送は、NHK名古屋放送局が総合テレビで中部地方ローカル（岐阜放送局・津放送局・静岡放送局・福井放送局・金沢放送局・富山放送局）で生中継した[92]。

### 2016年
- 4月21日に倉敷で行われる対ヤクルト戦は、数年ぶりに自社制作を実施（これまで倉敷からの中継をネットしていたスカイAとGAORAの中継は、Tigers-aiが独自で別制作〈解説:岡 実況:中井雅之 リポート:桐山〉）とする予定だったが、雨天のため中止となった。9月27日に甲子園で代替試合が組まれるため、倉敷開催は幻となった。
- 7月18日には2009年以来7年ぶりに対巨人戦を自社制作で三重テレビとの2局ネットで中継。当日は関西テレビでも放送されたが、編成上の都合で生中継での放送が出来ず、当日深夜の録画中継での放送となった。無料BS放送はNHK BS1が自社制作で、有料CS放送はテレ朝チャンネル2がTigers-ai制作分を放送した。
- 8月17日の対広島戦は水曜だが、朝日放送が『リオデジャネイロオリンピック女子ゴルフ･女子レスリング中継』を19時から翌18日早朝4時まで放送する為、日曜日の放送に準じた共同制作でサンテレビ･KBS京都との2局ネットによる完全生中継となった。
- 9月30日の対巨人戦（阪神甲子園球場）は9月18日に朝日放送で放送予定であった試合の振替開催だが、朝日放送では編成上の都合で放映権を返上したことから、サンテレビへの振替による生中継も放送されなかった。なおこの試合はBS朝日でも地上波とは別制作で放送する予定だったが、BS朝日も編成上の都合で放映権を返上したことから、阪神主催の対巨人戦としては異例の地上波・無料BS放送での中継なしとなった（有料CS放送のスカイAではTigers-ai制作分が生中継で放送された）。

### 2017年
- 5月25日･7月9日に対巨人戦をKBS京都との2局ネットで生中継（前者は解説：中西清起・真弓明信、実況：湯浅明彦、リポーター：橋本航介、後者は解説：福本豊・真弓明信、実況：谷口英明、リポーター・北條瑛祐〈朝日放送〉）。前者は読売テレビ（解説・川藤幸三・赤星憲広、実況・尾山憲一）でも放送されたが、ゴールデンタイムの『7daysTVかぞくってなんだ?』協賛番組（『得する人損する人SP』〈日本テレビ制作〉）が編成された関係で生中継での放送が出来ず、当日深夜の録画中継での放送となったが、無料BS放送のBS日テレ･有料CS放送の日テレジータスでは読売テレビからの裏送りによる完全生中継で放送された。後者は朝日放送との共同制作で放送され、無料BS放送ではBS朝日がテレビ朝日･BS朝日制作･朝日放送制作協力で実況を朝日放送（解説：関本賢太郎、実況・伊藤史隆）側が別途用意して放送したが、BS朝日の中継は映像はTigers-aiの映像を、スコア表示はテレビ朝日仕様を各々使用した。
- 7月11日　倉敷マスカットでの対中日戦を生中継で放送（スカイAとGAORAは、Tigers-aiが別制作〈解説:黒田正宏 実況:堀江良信 リポート:村田匡輝〉を行った）。
- 9月20日の対巨人戦（阪神甲子園球場）は水曜だが、他局が放映権を持つ試合の予備日開催となったため、サンテレビ･朝日放送では放送されなかった。元々は4月8日の振替試合（途中雨天ノーゲーム）で毎日放送（前半2時間は地上波TBS系列全国ネット、後半は関西ローカルのみの放送で、地上波全国ネット終了後は無料BS放送のBS-TBSで地上波からのリレー中継を放送予定だった）が放映権を持っていたが、既に阪神のリーグ優勝（クライマックスシリーズには進出）が消滅していたことや、毎日放送でも自社特番を優先したため、当日深夜の録画中継での放送となったが、無料BS放送のBS-TBSでは毎日放送からの裏送りによる完全生中継で放送された。
- 9月25日の対DeNA戦（阪神甲子園球場）は、朝日放送がサンテレビ・KBS京都とのトップ&リレー中継で放送予定であった4月26日の振替試合だが、朝日放送では編成上の都合で生中継での放送が出来ず、さらにサンテレビでも編成上の都合で放送枠が確保出来なかった事から、朝日放送が当日深夜に録画中継で放送した。

### 2018年
- 5月22日の対ヤクルト戦（倉敷）はサンテレビで放送せず、関西テレビが地元系列局である岡山放送との2局同時ネットで放送（2015年以降のフジテレビ系の火曜19時・20時台がローカルセールス枠となったため）。Tigers-aiは別制作〈解説:岡 実況:寺西裕一 リポート:桐山）で放送した。
- 5月30日の交流戦の対ソフトバンク戦は水曜日ではあるものの、朝日放送テレビが『キリンチャレンジカップ2018 日本×ガーナ 日本代表最終壮行試合』を放送するため、日曜日の放送に準じた共同制作でサンテレビ･KBS京都との2局ネットによる完全生中継となった。
- 9月21日に対阪神戦（マツダスタジアム）を放送。元々は5月13日に朝日放送テレビが広島ホームテレビとの2局ネット[93] で放送する予定だったが、雨天中止となったためこの日に開催。広島ホームテレビは『関ジャニ∞のTheモーツァルト 音楽王No.1決定戦』を9月24日（月曜日）の13:55 - 16:45への振替とした上で放送したが、朝日放送テレビは差し替えが不可能[94][95][96] だったため、サンテレビへの振替放送となった。KBS京都･三重テレビは編成の都合で同時ネットが出来なかったが、J SPORTSでは広島ホームテレビの中継を同時放送したため、実質上は視聴が出来た。
- 10月9日の対巨人戦（阪神甲子園球場）は、9月9日に朝日放送テレビ（無料BS放送のBS朝日でも放送）で放送されたが、途中で雨天ノーゲームとなったため、上述の10月9日に振替開催となったが、朝日放送テレビでは自社制作の全国ネット特番を優先[97] した関係で放映権を返上したことから、サンテレビへの振替による生中継も編成されなかったが、無料BS放送のBS朝日ではBS朝日制作・朝日放送テレビ・関西東通制作協力による生中継で放送され、映像・スコア表示ともTigers-ai制作映像を使用した。

### 2019年
- 6月18日に倉敷で行われた交流戦の対楽天戦は、2年ぶりの自社制作（解説:桧山進次郎、岡義朗 実況:木内 リポート:橋本）で中継。今回はTigers-ai（解説:上田二朗 実況:寺西裕一 リポート:桐山隆）に加え、NHK BS1（解説:大島康徳 実況:冨坂和男 球場リポート:清水敬亮 リポート:筒井亮太郎、アナウンサーは何れもNHK大阪放送局が担当）でも地方開催としては異例の自社制作による並列中継で放送された。
- 7月9日には2年振りに対巨人戦を自社制作で中継。BS放送はNHK BS1が自社制作で、CS放送はテレ朝チャンネル2がTigers-ai制作分を放送。
- 7月24日の対DeNA戦は水曜日だが、朝日放送テレビが『世界水泳 韓国・光州2019 競泳決勝』を放送するため、日曜日の放送に準じた共同制作でサンテレビ・KBS京都との2局ネットによる完全生中継で放送。
- 9月14日の対中日戦（ナゴヤドーム）では、大野雄大（中日投手）がノーヒットノーランを達成。試合後には特例で大野のヒーローインタビューを全編放送した。
- 9月24日の対巨人戦･30日の対中日戦はいずれも他局が放映権を持つ試合の予備日開催となったため、サンテレビでは放送されなかった。前者は5月28日の振替試合で、放映権を持つ関西テレビは『ワールドカップバレー2019 女子「日本対ブラジル」』を優先した関係で生中継での放送が出来ず、当日深夜に録画中継で放送した。後者は8月29日の振替試合で放映権を持っていた読売テレビは『ラグビーワールドカップ2019 「スコットランド対サモア」』を放送した関係で放映権を返上した。なお、この2試合はNHK BS1で生中継が行われた他、前者は有料CS放送のフジテレビTWOでも関西テレビからの裏送りによる生中継で放送された。
- レギュラーシーズン最後の中継であった9月29日の対中日戦（甲子園）は、阪神のランディ・メッセンジャー投手の引退試合として催されたことから、当番組では試合後の引退セレモニー、引退あいさつ、阪神ナインからの胴上げシーン、場内一周も完全ノーカットで放送した[98][99]。

### 2020年
- 年頭から新型コロナウィルスへの感染が拡大している影響で、レギュラーシーズンの開幕が、当初予定されていた3月20日から6月19日（いずれも金曜日）に延期された。当番組では阪神の開幕3カード目（6月26日･27日の対DeNA戦＝横浜）から中継を開始したが、前述した事情から、両日ともテレビ神奈川制作分中継の同時ネットで対応。6月の中継カードはこの2試合のみで、7月1日（水曜日）の対中日戦（ナゴヤドーム）から、サンテレビの自社制作による中継を開始した。中継に際しては、放送ブースの実況席と解説席の間をアクリル板で隔てるなど、感染拡大の一因とされる濃厚接触への対策を十分に講じている。
  - 上記の影響で中継スタッフの人数を例年より減らしているため、前述したエンディングビデオについては、阪神がビジターゲームでの中継（サンテレビ制作分）カードで勝利した場合にのみ放送している。
  - 　理由は不明であるが、この年からは夏期の日曜ナイターにおいて、実況・ベンチリポートともサンテレビのアナウンサーが担当するようになり、朝日放送のアナウンサーはサンテレビの中継に関与しなくなった。
- 7月10日（金曜日）には、阪神主催の一軍公式戦としてはこの年初めての有観客試合（DeNAとのナイトゲーム＝甲子園で18:00開始）を、KBS京都との2局ネットで完全生中継（実況：濱野、解説：真弓、ベンチリポート：橋本）。地上波では、毎日放送も18:15（1回裏の途中）から関西ローカル向けに並列中継（実況：井上雅雄、解説：狩野・新井貴浩）を実施した。試合は阪神の1点リードで、5回表終了後（19:36）からの雨天中断を経て、20:00に降雨コールドゲームが成立（3 - 2というスコアで阪神の勝利）。サンテレビは20:13で中継を終了したのに対して、毎日放送では当初の予定通り20:54まで放送した[100]。
- 9月11日（金曜日）の対広島戦（甲子園）は、当番組での中継（実況：濱野、解説：岡・湯舟、ベンチリポート：橋本、三重テレビとの相互ネット）に加えて、NHK総合テレビも近畿地方･広島県向けに並列中継（実況：冨坂、リポーター：清水敬亮、解説：宮本慎也、ヒーローインタビューなどはNHK大阪放送局のアナウンサーが担当）で放送。しかし、広島放送局と同じ放送エリアである、山口放送局･松江放送局･鳥取放送局･岡山放送局では編成上の都合で放送されなかった[101][102][103]。但し、広島局以外の中国地方各局では有料CS放送のGAORAや球団公式インターネット配信の虎テレでTigers-ai制作分が、サンテレビの区域外送信が行われている岡山県及びいずれも一部の島根県･鳥取県のケーブルテレビ局では当番組がいずれも完全生中継で放送されたため、実質上は視聴が出来た。
- 10月5日の対巨人戦（阪神甲子園球場）は7月8日に朝日放送テレビ（BS朝日でも放送予定だった）で放送予定であった試合の振替開催だが、朝日放送テレビでは編成上の都合で放映権を返上したことから、サンテレビでの振替による生中継も放送されなかったが、BS朝日ではBS朝日制作・朝日放送テレビ･関西東通制作協力による生中継で放送し、映像・スコア表示ともTigers-aiとは別に独自製作した。
- 11月10日（9月6日の振替試合）の対巨人戦（阪神甲子園球場）は、藤川球児の引退試合として開催されたことから自社制作で中継。前年のメッセンジャー引退試合と同様に、試合終了後の引退セレモニー、引退の挨拶、場内一周の模様も完全ノーカットで放送した。なお、BS放送ではBS朝日（BS朝日制作・朝日放送テレビ･関西東通制作協力）が自社制作、CS放送ではスカイAがTigers-ai制作分の中継を放送。
- 10月19日の対ヤクルト戦･11月11日の対DeNA戦（いずれも阪神甲子園球場）はいずれも他局が放映権を持つ試合を予備日に組み込んだたため、サンテレビでは放送されなかった。前者は10月17日開催予定分、後者は10月9日開催予定分（いずれも天候不良で中止）の振替試合で、両試合の放映権を保有していた読売テレビは編成上の都合で放映権を返上した。ただし、後者は予備日開催によって阪神のレギュラーシーズン最終戦になったことから、NHK BS1が完全生中継を実施。阪神投手の能見篤史が他球団での現役続行を視野にこの年限りでの退団を決めていたことを背景に、能見による阪神での最終登板（9回表）のシーンや、試合終了後の場内一周の模様を伝えた。ちなみに、能見はシーズン終了後に、投手コーチ兼任でオリックスへ入団している。

### 2021年
- 4月6日（火曜）・8日（木曜）・7月11日（日曜）・9月5日（日曜）・19日（日曜）に、対巨人戦の中継を自社制作で編成し、何れの試合もKBS京都との2局ネットで放送。甲子園球場における阪神のレギュラーシーズン開幕カードでもあった4月6日からの3連戦では以下の出来事があった。
  - 6日開催分（ゲスト解説:川相昌弘、解説:広澤克実、実況:湯浅明彦、リポーター:村上昂輝）では、NHK BS1（解説:藤川球児、実況:冨坂和男）が自局制作、GAORA（解説:掛布雅之、実況:寺西裕一、リポーター:村田匡輝）がTigers-ai制作分の中継を放送。NHK BS1の中継では、この年から阪神球団のスペシャルアシスタントを務める藤川が、「NHKプロ野球解説者」として同局制作の中継に初めて登場した。
  - 7日開催分では、朝日放送テレビ（解説:濱中治、実況・小縣裕介、リポーター・福井治人）が試合途中の18:15から自社制作で関西ローカル向けに中継。試合途中の20:54で中継を終了したが、「虎バンチャンネル」（同局がYouTube上で運営）でのライブ配信（出演：井川慶・上原浩治、MC：横山太一）と連動させていた関係で、サンテレビ・KBS京都へのトップ&リレー中継を実施しなかった[104]。なお、BS朝日（解説:岡田彰布、実況・中邨雄二）は自社制作で（BS朝日制作、朝日放送テレビ･関西東通制作協力。スコア表示はテレビ朝日系列準拠デザインの簡略化仕様を使用）、スカイA（解説:真弓明信、実況:楠淳生、リポーター:桐山隆）はTigers-ai制作分の中継をいずれも放送した。
  - 8日開催分（解説:掛布雅之・中田良弘、実況:木内亮、リポーター:橋本航介）では、NHK BS1（解説:今中慎二、実況:宮田貴行）が自社制作で、GAORA（解説:井川慶、実況:中井雅之、リポーター:桐山隆）がTigers-ai制作分の中継を放送。当番組の中継では、始球式に登場した佐藤江梨子[105] が『惑星スミスでネイキッドランチを』（サンテレビの自社制作による連続ドラマ）のPRを兼ねてスペシャルゲストで出演した[106] ほか、この日の実況を最後に当番組の担当から勇退した木内にとって最初で最後の巨人戦実況でもあった。
  - 7月11日開催分（解説：掛布雅之、川相昌弘、実況：湯浅明彦、リポーター：村上昂輝）では朝日放送テレビとの共同制作で放送。BS朝日（解説:桧山進次郎、実況:中邨雄二）は自社制作で（BS朝日制作、朝日放送テレビ･関西東通制作協力。スコア表示はテレビ朝日系列準拠デザインの簡略化仕様を使用）、スカイA（解説：岡田彰布、実況：中井雅之、リポーター：桐山隆）はTigers-ai制作分の中継を何れも放送。なお、9日開催分では読売テレビ（解説:川相昌弘・赤星憲広、実況:尾山憲一、副音声:トクサン&アニキ、諸國沙代子）が、10日開催分では関西テレビ（解説:清原和博・片岡篤史、実況・川島壮雄、リポーター・服部優陽・山本大貴）が何れも自社制作で、関西ローカル向けに中継し、BS放送では両日ともにNHK BS1が自社制作で放送した（9日は、解説:今中慎二、実況:宮田貴行、10日は、解説:藤川球児、実況:冨坂和男）。また、CS放送では9日は日テレジータスで、10日はフジテレビTWOで何れも地上波との同時ネットで放送した。
  - 9月5日開催分（解説：真弓明信・山本昌、実況：湯浅明彦、リポーター：橋本航介）と19日開催分（ゲスト解説：川相昌弘・桧山進次郎、実況：村上昂輝、リポーター：湯浅明彦）では、BS朝日（5日は解説：掛布雅之、実況：横山太一、19日は解説：関本賢太郎、実況：高野純一）が自社制作で、スカイA（5日が解説：上本博紀、実況：寺西裕一、リポーター：桐山隆、19日は解説：掛布雅之、実況：寺西裕一、リポーター：桐山隆）はTigers-ai制作分の中継を何れも放送。なお、9月3日開催分では読売テレビ（解説：川藤幸三、赤星憲広、実況:平松翔馬、副音声:トクサン&アニキ、諸國沙代子）が、4日開催分では関西テレビ（解説:田尾安志・片岡篤史、実況・石田一洋、リポーター・若田部克彦・山本大貴）が何れも自社制作で、関西ローカル向けに中継し、BS放送では4日はBSフジが地上波との同時ネットで放送した。また、CS放送では3日は日テレジータスで、4日はフジテレビTWOで何れも地上波との同時ネットで放送した。
- 5月21日（金曜日）には、広島とのナイトゲーム（マツダ）を自社制作で中継する予定だった[107]（解説:濱中、実況：湯浅、リポーター：村上）。しかし、広島の一軍に帯同していた球団関係者から前日の時点で（出場登録選手や一軍のコーチを含めて）10名に新型コロナウイルスへの感染が確認されたことを受けて、広島球団では21日からの3連戦を中止することを同日の午後に急遽決定[108]。サンテレビでは、この決定を踏まえて当該カードの中継を取りやめたうえで、『虎辞書なる!!』（1982年6月3日に甲子園球場から放送されていた阪神対巨人戦の中継アーカイブ映像の再編集バージョン）などの雨傘番組を中継の基本放送枠に充てた。
- 5月27日（木曜日）には、ロッテとの交流戦（甲子園）中継（実況：湯浅、リポーター：村上）を、千葉テレビ・三重テレビとの3局ネットで放送[109]。ロッテ・阪神OBの久保康友が、ゲスト解説者として当番組に初めて出演した（放送上は福本とのダブル解説扱い）。
  - この試合は、ロッテが6対4で勝利。プロ初勝利を挙げた佐々木朗希のヒーローインタビューを村上[110]が担当し、千葉テレビを含むネット実施3局全てで放送した[111]。
- 7月14日（水曜日）の対DeNA戦トップ&リレー中継（実況：高野純一）には、朝日放送テレビ・サンテレビで放送される阪神戦中継としては初めて藤川が出演。放送上の肩書は「解説者」であったが、解説者として出演する他局（前述したNHKなど）での中継と違って、阪神球団スペシャルアシスタントの立場から「阪神寄りのスタンス」を公言しながらプレーや配球などを解説した[112]。
- 8月17日（火曜日）には、サンテレビ開局52年目で初めて、自社制作による東京ドームからの阪神戦完全生中継がDeNAのホームゲームとして実現した（実況：湯浅、解説：広沢、リポーター：橋本）[113]。ちなみに湯浅は、この試合に阪神の「5番・右翼手」としてスタメンに起用された佐藤輝明（新人の左打者）がシーズン21号本塁打（日本プロ野球の公式戦における新人左打者としてのシーズン最多本塁打記録）と22号本塁打（阪神では1969年の田淵捕手に並ぶ新人選手の一軍公式戦シーズン最多本塁打記録）を放ったことも伝えた[114]。
  - 主催球団が巨人ではなくDeNAであった事情は前述。3連戦の第1戦に当たるこの試合では、テレビ神奈川も開局49年目で初めて、東京ドームのNPB一軍公式戦を自社制作で神奈川ローカル向けに中継した（実況：吉井祥博、解説：駒田徳広、リポーター：瀬村奈月）。中継に際しては、メイン映像としてDeNA球団配給映像（TBSアクト・TBSスパークル制作）をBS-TBS・TBSチャンネル2の並列中継と共用する一方で、一部シーンに独自制作の映像を挿入（スコア表示は差し替え）。また、試合開始から18:15までの30分間と、21:15以降の時間帯はサブチャンネルのみで放送した（試合は21:33に終了）。
  - 翌18日（水曜日）の第2戦では、関西テレビ（18:09 - 20:54）が関西ローカル向けに自社制作で中継した（実況：吉原功兼、解説：片岡篤史・建山義紀、リポート：服部優陽）。関西テレビが東京ドームでのNPB一軍公式戦を自社制作で中継することは第2戦が初めてで[115]、17日のテレビ神奈川と同じく、DeNA球団からの配給映像をメイン映像として、実況とスコア表示を差し替えて独自映像を挿入した。
  - 19日（木曜日）の第3戦では、当番組で完全生中継を再び実施（実況：橋本、解説：掛布、リポーター：村上）。第3戦の9回表には、佐藤輝明が球団新人記録のシーズン23本塁打に到達したシーンを橋本が実況している。
  - 第1戦と第3戦の中継では、東京で調達したレンタル中継車を使って映像を独自に制作するとともに、東京ケーブルネットワークがドーム内に保有している実況ブースを放送席として使用。センターカメラを、2021年時点で在京各局が設置している場所より高い位置に設置した。このため、センターカメラからのアングルは、1990年代前半までの当番組（東京ケーブルネットワーク制作・テレビ埼玉または千葉テレビ発の日本ハム戦のネット受け）などの中継に類似していた。
- 朝日放送テレビとのトップ&リレー中継（実況：福井治人、解説：関本、リポーター：横山）で関西ローカル向けに中継した8月25日の対DeNA戦（京セラドーム）では、DeNA内野手の牧秀悟が、新人選手としては日本プロ野球公式戦史上初のサイクルヒットを9回表の第5打席に三塁打で達成。朝日放送テレビでの中継時間帯に達成までの一部始終を福井が伝えたほか、サンテレビによるリレー中継の時間帯（21:13）に試合が終了したため、終了後に横山から牧へのヒーローインタビューを特別に放送した[116]（試合はDeNAが10対2で大勝）。
- 9月29日（水曜日）の対広島戦（甲子園）では、朝日放送テレビ制作のトップ中継（実況：北條瑛祐、解説：濱中、リポーター：福井）を放送し、リレー中継は編成しなかった[117]。この日の朝日放送テレビの中継では『おはよう朝日です』のスタッフによる副音声中継（実況：岩本計介、副解説：桧山）を実施し、実況担当の岩本は2014年を最後にスポーツ中継から離れていたため、7年ぶりに実況を担当した。
  - 9月30日（木曜日）に開催された対広島戦（甲子園）では、当番組での中継（解説：真弓・岡、実況：村上、リポーター：橋本）に加えて、NHK総合テレビが近畿地方（解説：梨田昌孝、実況：宮田貴行〈NHK大阪〉、リポーター：見浪哲史〈NHK奈良〉）・中国地方向け（鳥取局を除く。解説：大野豊、実況：浅井僚馬〈NHK広島〉、リポーター：武本大樹（NHK広島〉）にそれぞれ別制作による並列中継（18:00 - 、山口局・松江局・岡山局は19時から放送[118]）で放送した[119]（広島局の中継では、全編広島のスタジオからのオフチューブで放送し、途中顔出しがあった）。
- 10月17日・18日の対広島戦・19日の対ヤクルト戦・26日の対中日戦（いずれも阪神甲子園球場）はいずれも他局が放映権を持つ試合を予備日に組み込んだたため、サンテレビでは放送されなかった。17日は4月13日の振替試合で、放映権を持っていたテレビ大阪は編成の都合で放映権を返上したが、毎日放送が当日深夜に録画中継で放送した。18日は5月1日の振替試合で、放映権を持っていた関西テレビは編成の都合により生中継で放送せず、当日深夜に録画中継で放送した[120]。19日は4月17日の振替試合で放映権を持っていた毎日放送は編成の都合で放映権を返上したが、テレビ大阪が生中継で放送した。
  - 当番組では、10月21日（木曜日）の対中日戦（甲子園）でレギュラーシーズンにおける中継を終了した。阪神はこの試合の終了時点で公式戦を3試合残していたが、23日（土曜日）からの対広島2連戦（マツダスタジアム）を1勝1分で終えたことによって、26日（火曜日）のレギュラーシーズン最終戦（阪神・岩田稔投手の引退セレモニーが組み込まれた甲子園球場での対中日ナイトゲーム＝9月17日の振替試合）開催前の時点までセ・リーグ優勝の可能性をはらんでいた。
    - 最終戦については、阪神が勝利しても（試合前の時点で）0ゲーム差ながら首位に立っていたヤクルトの動向（同日に横浜スタジアムで組まれていたDeNAとのナイトゲームの結果）次第で優勝の可能性が大きく変わることに加えて、NHKや在阪民放テレビ局における秋の特別編成期間と重なることなどから、地上波テレビ局では毎日放送が27日未明（午前1:59 - 2:30）の自社向けダイジェスト放送（ビデオナイター）向けに実況映像を収録するだけにとどまった（解説：亀山つとむ、実況：三ツ廣政輝）。実際には、ヤクルトがDeNAに勝利した一方で、阪神が中日に完封負け。この結果、最終戦までの残り2試合に全敗しても（引き分け試合数の差によって）最終勝率で阪神を上回るヤクルトのリーグ優勝と、（ヤクルトが残り2試合に全勝しても）最終勝利数でリーグトップ（77勝）である阪神のレギュラーシーズン2位が確定した。
    - サンテレビでは10月15日（金曜日）から、『熱血!!タイガース党』2021年度分のレギュラー放送を開始。29日本放送（31日再放送）分の第3回では、岩田をゲストに迎えるとともに、阪神のレギュラーシーズン最終戦と岩田の引退セレモニーを取り上げている。

### 2022年
- 4月7日（木曜日）には、実況：橋本、解説：福本・中田良弘、リポーター：村上という陣容で、甲子園球場から阪神対DeNAナイトゲームの中継を予定していた。しかし、前日（6日）の同カードにも帯同していたDeNAの関係者（選手6名・コーチ1名・スタッフ3名）から新型コロナウイルスへの感染が確認されたことを受けて、主催球団の阪神はNPB・新型コロナウイルス対策連絡会議の専門家と協議の末に当日のナイトゲームの開催を見送った。当日の球場界隈は晴天であったが、サンテレビではこの決定を受けて、中継を予定していた放送枠（18:00 - 21:24）に雨傘番組を充てることで対応した。
- 5月3日（火曜日・憲法記念日）に甲子園球場で催された阪神対ヤクルトのデーゲームでは、当番組でのローカル向け中継（実況：村上、解説：福本・岡、リポーター：濱野）に加えて、NHK総合テレビで東海3県[121] 以外の全国向け中継（実況：坂梨哲士、解説：藤川、リポーター：北嶋右京）、CSでTigers-ai制作分の中継（実況：中井、解説：岩田、リポーター：村田）が同時に放送された。
- 7月14日（木曜日）から31日（日曜日）まで実施した「おっ！サン伝説2022・真夏の13連戦」の期間中には、阪神の一軍が関与する全ての公式戦（実際には12試合）を中継（※のカードのみ中継の制作を朝日放送テレビへ委託）。いずれのカードでも、期間中共通の視聴者プレゼント企画として「データ放送スタンプラリー」（データ放送内の特設ページで1日につき1個のスタンプボタンを設置）、中継が発生した場合に「テレフォンプレゼント」（1試合につき13万円の現金を応募者から抽選で1名に贈呈する特別企画）を実施している。「データ放送スタンプラリー」については、中継予定の13試合のうち1試合が雨天で中止されたため、中継を予定していた時間帯に当該ページを閲覧した視聴者に対して「中止」のロゴ入りスタンプを自動的に1個付与。
  - 14日（木曜日）：阪神対巨人戦（甲子園＝18:00から完全中継、実況：湯浅、解説：掛布・桧山、リポーター：村上）
  - 15日（金曜日）：阪神対中日戦（甲子園、実況：濱野、解説：福本・下柳、リポーター：村上）
  - 16日（土曜日) ：阪神対中日戦（同上、実況：湯浅、解説：真弓、ゲスト解説：鳥谷、リポーター：橋本）
  - 17日（日曜日）：阪神対中日戦※（同上、実況：村上、解説：関本・濱中、リポーター：橋本）
  - 18日（月曜日・海の日）には、実況：湯浅、ゲスト解説：今岡、リポーター：村上という陣容で、広島対阪神戦（マツダスタジアム）の完全中継を18:00から予定していたが、当日のスタジアム界隈は大雨での影響で、中継に入る前から当該試合の開始を遅らせる措置が講じられていた。結局、18:01に試合の中止を正式に発表。サンテレビではこの発表に先駆けて、マツダスタジアムからの中継と「テレフォンプレゼント」を休止する代わりに、18:00から20:54まで『くろねこルーシー』（雨傘番組として設定されていた実写映画）と『水戸黄門第19部』（月曜日20時台の定時番組）を順次放送した。この結果、キャンペーンで銘打っていた「13連戦」は「4連戦」で中断を余儀なくされたものの、「データ放送スタンプラリー」ではスタンプの自動付与措置を適用。
  - 19日（火曜日）：広島対阪神戦（マツダスタジアム＝18:00から完全中継、実況：村上、ゲスト解説：緒方、リポーター：橋本）
  - 20日（水曜日）：広島対阪神戦（同上、実況：橋本、解説：福本・中田、リポーター：村上）
  - 22日（金曜日）：阪神対DeNA戦（甲子園＝18:00から完全中継、実況：濱野、解説：真弓、ゲスト解説：久保康友、リポーター：村上）
    - 阪神はこの試合に勝利。試合後には、前年度（2021年度）から『キャッチ+』のMCに専念している木内が、矢野燿大監督への共同インタビューを急遽担当した。木内が当番組の中継に出演したことは、実況担当を前年4月で退いて以来1年3ヶ月振りである。事情は不明だが、木内は23日・24日・29日の中継でも、阪神の勝利を受けて矢野へのインタビューを担当。

  - 23日（土曜日）：阪神対DeNA戦（甲子園、実況：村上、解説：広澤、ゲスト解説：井川、リポーター：橋本）
    - 井川は前年度から、火曜日を中心に『キャッチ+』の「情報+」（木内がMCを務める前半の地域情報パート）でコメンテーターを担当。出演日の「情報+」に「『サンテレビボックス席』Soon」が組み込まれる場合には、当日に中継する予定の阪神戦の展望やスコアの予想を披露している。2022年度からはロケ企画のリポーター兼任で毎週木曜日の「情報+」にレギュラーで出演しているが、当番組の中継にはこの日から「解説者」として登場したため、過去に『キャッチ+』のスタジオや企画へ出演した際のダイジェスト映像が中継の随所に盛り込まれた。

  - 24日（日曜日）：阪神対DeNA戦（甲子園、実況：橋本、解説：福本、ゲスト解説：佐藤義則、リポーター：村上）
    - 当初は、湯浅が実況、橋本がリポーターを担当することが告知されていた。
      - 湯浅が休演に至った事情は、明らかにされていない。ただし、阪神戦が当初から組まれていなかった21日（木曜日）には19:00から「今岡・湯浅の真の虎になれ!」のYouTube向けライブ配信（ゲスト：井川）が予定されていたが、直前になって急遽中止された。25日（月曜日）の20時台に生放送の『熱血!タイガース党～はっきりいうてアレやんかスペシャル～』（ゲスト：岡田彰布）でも、当初湯浅の担当が告知されていた進行役を村上が急遽代行。湯浅は、放送前に収録されていた佐藤輝明・湯浅京己両選手へのリモートインタビュー映像にのみ登場した。

  - 29日（金曜日）：阪神対ヤクルト戦（甲子園、実況：村上、解説：真弓、ゲスト解説：岩田、リポーター：橋本）
    - 岩田はこの日から、当番組の中継に「解説者」として登場。当初は、濱野が実況、湯浅がリポーターを担当することが告知されていた。
      - サンテレビでは上記の中継に先駆けて、第104回全国高等学校野球選手権兵庫大会の決勝（ほっともっとフィールド神戸での神戸国際大学附属高校対社高校戦）と閉会式を当日の13:00から生中継。この試合は延長14回タイブレークの末に社高校（阪神外野手・近本光司の母校）が甲子園球場での本大会初出場を決めたが、橋本が実況、村上がいがらしあみ[122] と共に応援席のリポーターを務めていた。

  - 30日（土曜日）：阪神対ヤクルト戦（甲子園、実況：橋本、解説：中田・濱中、リポーター：村上）
    - 阪神はこの試合にも勝利。2019年で当番組を退いた後に、サンテレビとの嘱託契約満了（2020年3月）を機にMC企画所属のフリーアナウンサーへ転身している谷口英明が、木内に続いて矢野への監督インタビューを急遽担当した。
      - 矢野は谷口と同郷（大阪氏平野区の出身）で、このインタビューの最後には、「サンテレビさんの13試合連続中継には本当に感謝している。明日（31日の対ヤクルト戦）もその感謝の気持ちを忘れないで、（試合後に勝利監督）インタビューを受けられるように全力で頑張っていく。（オールスターゲーム明けの）後半戦に勢いを付けるためにも、明日は（ベンチやブルペンに入る選手・コーチ）全員で戦って、もう一度ここ（勝利監督インタビューの場）に帰って来る」という趣旨のコメントを残している[123]。

  - 31日（日曜日）：阪神対ヤクルト戦※（甲子園、実況：村上、解説：福本、ゲスト解説：高代、リポーター：橋本）
    - 当初は、湯浅がリポーターを務めることを告知。また、Tigers-aiでの並列中継（実況：寺西、解説：野口、リポーター：山本）に加えて、朝日放送テレビがBS朝日向けの中継（実況：伊藤、解説：関本、リポーター：中邨）を制作していた。
    - この試合では延長11回の末にヤクルトが村上宗隆の3打席連続本塁打[124] で逆転勝利を収めたため、矢野への勝利監督インタビューは実現しなかった。もっとも、この年のレギュラーシーズン開幕からセ・パ交流戦の中盤までセ・リーグの最下位に低迷していた阪神は、「おっ！サン伝説2022・真夏の13連戦」の対象になっていた12試合を9勝3敗（勝率.750）で終了[125]。現に、30日のテレビ番組表に掲載された中継のサブタイトルには、「サンテレビ13連戦阪神勝率めっちゃ高い伝説」という文言が添えられた。さらに、レギュラーシーズンの序盤に最大で16にまで達していた負け越し（借金）を、24日の対DeNA戦（オールスターゲーム前最後のリーグ戦）で解消。開幕からセ・リーグの首位を独走しているヤクルトにも、広島と同じ勝率5割のリーグ2位（ヤクルトと10ゲーム差）で迎えた29日からの3連戦で2勝1敗と勝ち越した末に、第104回全国高等学校野球選手権大会の開幕を前に8月2日から夏季恒例の長期ロードへ入った。
      - サンテレビの阪神戦中継は、8月10日・11日の対DeNA戦（いずれも横浜スタジアム＝10日は18:00開始のナイトゲーム・11日は17:00開始の薄暮試合）におけるテレビ神奈川からの「入り中継」をはさんで、12日（金曜日）の対中日戦（京セラドーム大阪でのナイトゲーム）まで編成されていなかった。ちなみに、湯浅は12日の中継（実況：村上、解説：掛布・濱中）でベンチリポーターとヒーローインタビュアーを兼務したことを皮切りに、当番組への出演を再開。14日には実況も担当した。もっとも、阪神では長期ロードの序盤から主力選手に新型コロナウイルスへの感染が相次いだ影響で、8連敗を喫した末に借金2でロードを終了（結果は3年連続の負け越し）。
- 9月13日（火曜日）には甲子園球場から阪神対広島ナイトゲームの完全中継（実況：村上、解説：真弓・岡、リポーター：橋本）を実施したが、この年限りで現役を退くことが取り沙汰されていた糸井嘉男（阪神外野手）が試合前に引退会見へ臨んだことを受けて、『NEWS×情報 キャッチ+』内の「ボックス席soon」（17:20頃）と「NEWS」パート（17:40頃）で会見のダイジェスト映像を放送。上記の中継では、糸井が試合前の練習中に甲子園球場のグラウンド上でチームメイトや球団関係者へ挨拶していた姿の映像を、提供クレジット（映像の下部に表示）と合わせて5回裏の終了後に流した。通常の阪神戦中継ではこのタイミングで試合前半のダイジェスト（試合の展開にかかわらず阪神選手によるプレーが中心の）映像を挿入しているが、糸井自身は13日の時点で出場選手登録から外れていたため、上記の映像にはスーツ姿で写っていた。
  - 阪神球団は糸井の引退表明を受けて、甲子園球場で9月21日に組まれていた広島とのナイトゲームを、「糸井嘉男選手引退試合」として開催。試合終了後に糸井の引退セレモニーを実施することも決めていたため、当番組では、試合開始の直前（18:00）から引退セレモニー後の場内一周の途中（23:30）まで、5時間半にわたって生中継を実施した。当日のテレビ番組表では、糸井が阪神への移籍前（オリックスへの在籍中）から『SHAKE』（SMAP）を登場曲に使用していることや、この曲のサビの歌詞をもじった応援歌がオリックス時代からファンの間で定着していたことも踏まえて、「糸井の引退セレモニー最後まで中継やれるーやー!」との文言で当番組の中継体制を説明していた。
    - この試合は7月5日の雨天中止分を予備日に組み込んだもので、「追加日程」としてセ・リーグから発表された時点では、レギュラーシーズンにおける阪神のホーム最終戦にもなっていた。もっとも、引退試合発表後の9月19日に甲子園球場で組まれていた阪神対ヤクルト戦が令和4年台風第14号接近の影響で中止されたため、最終戦を10月2日に同球場で開催する日程に変更された（詳細後述）。
    - 9月21日は水曜日で、7月5日開催分の放送権を確保していたサンテレビと、NHK BS1が上記の試合を生中継。当番組では、『熱血!タイガース党』2022年度版（2022年10月7日から2023年3月までのレギュラー放送）の告知を兼ねた「『熱血!タイガース党』応援ナイター」として、実況：村上、解説：福本・濱中、ベンチリポーター：湯浅、ネット裏リポーター：橋本、ネット裏ゲスト：武田訓佳・前田桜茄（「阪神タイガース Women」外野手の前田以外は『熱血!タイガース党』2022年度版のレギュラー出演者）という陣容で中継を編成した。ちなみに、『熱血!タイガース党』2022年度版の初回放送（10月7日）には、糸井を初めてゲストに迎えている。
      - 当番組での中継には朝日放送テレビが制作協力扱いで関与していたが、実際にはサンテレビ単独で放送。このような事情から、「阪神タイガース Women」関連の特別番組（サンテレビで9月25日に放送）の告知や、『熱血!タイガース党』のレギュラー企画を中継の随所に盛り込んでいた。また、1回表・2回表・5回表・8回裏の終了後には、「おっ!サンの店」（サンテレビや当番組の公式グッズを扱うポップアップストア）に来店の阪神ファンから当番組・サンテレビ・阪神のチーム全体や（糸井などの）選手に向けられたメッセージ画像[126] を、『SHAKE』のメロディに合わせて中継画面（主に糸井へのクローズアップ映像）の下半分に挿入。この企画のために、イニング間（インターバルゾーン）に組み込まれるCMの放送枠を、通常のナイトゲーム中継よりあらかじめ少なく設定していた。さらに、データ放送のスタメン・ベンチ入り選手・試合経過の表示画面には、阪神のホームゲーム用ユニフォーム仕様の縦縞地に「THANK YOU YOSHIO」（YOSHIO＝嘉男）という字幕を添えた画像を特別に組み込んだ。
      - 当番組では、引退セレモニー後の場内一周まで中継することを想定したうえで、最大で25:30までの延長オプションを設定していた。ところが、18:01に始まった阪神対広島戦が、延長11回までもつれ込んだ末に22:39で終了（試合時間4時間38分：同点で迎えた11回表に6点を入れた広島が10対4で勝利）。その影響で、引退セレモニーが当初の想定より遅い時間（22:58頃）に始まったため、場内一周が始まったタイミングで延長オプションを完全に消化してしまった。結局、試合中の放送を前提に出稿されていたCMを9回裏までに流し終えていたにもかかわらず、当初想定されていた「場内一周までの完全中継」には至らなかった。

    - サンテレビでは、「糸井嘉男選手引退試合」前日（9月20日）の阪神主催ナイトゲーム（甲子園球場での対DeNA戦）の放送権も保有していたが、後に関西テレビへ譲渡。関西テレビでは、20日の18:09 - 20:59に、この試合の生中継を関西ローカル向けに実施した。
- 当番組は9月23日（金曜日・秋分の日）の広島対阪神ナイトゲーム（マツダスタジアム）中継（実況：湯浅、ゲスト解説：今岡、リポーター：村上）で年内の放送を終了。

### 2023年
- 6月2日（金曜日）には、ロッテとの交流戦（甲子園）中継（実況：湯浅、リポーター：村上）を、チバテレとの2局ネットで放送する予定だったが、雨天中止となった。この試合ではロッテ・阪神OBの高橋慶彦が、ゲスト解説者として当番組に初めて出演する予定だったが、取りやめとなった（放送上は福本とのダブル解説扱い）。サンテレビでは、『虎辞書なる!!』（1985年6月6日に甲子園球場から放送されていた阪神対巨人戦の中継アーカイブ映像の再編集バージョン）などの雨傘番組を中継の基本放送枠に充てた。同局では5日の振替試合を中継したが[127]、解説のみ変更した（実況：湯浅、解説：中田・濱中、リポーター：村上）。
- 2020年度より続くtvk製作の横浜スタジアムでの中継は引き続き4試合行われたが、サンテレビ自社制作の日もあった。
- 9月10日（日曜日）のデーゲームはABCの権利日だが、14〜16時にサンテレビにて前リレー中継、朝日放送テレビでは15時55分から5分間、中継直前ミニ番組を挟んだ後、16時〜17時まで本放送を中継。15時55分からの中継直前ミニ番組においては、15秒のみサンテレビと朝日放送テレビの同時中継がなされた。近年ナイトゲームにおける前リレー中継は廃止された上に、デーゲームでのリレー中継の実施が無かったため、今回の例は非常に珍しいケースと言える。

### 2024年
- サンテレビが前年（2023年）の2倍以上の阪神戦（61試合）で地上波の放映権を確保しているにもかかわらず、4月には阪神ホームゲーム公式戦の中継を自社単独で制作しなかった。同月中に中継できた阪神戦は6試合で、（後述するDeNAとの2連戦を含む）ビジターゲームが5試合を占めていた。中継を唯一放送できたホームゲーム（10日に甲子園球場で組まれていた広島とのナイトゲーム）では、試合が20:54以降も続いていたため、朝日放送テレビ制作分中継の後リレーを実施。当初は3日（いずれも水曜日）の対DeNA戦（京セラドーム大阪で18:01に始まったナイトゲーム）でも同様の中継を予定していたが、朝日放送テレビでの放送時間内（20:31）に試合が終了したため、実際には後リレー中継が発生しなかった。
  - 4月23日（火曜日）からのDeNA対阪神2連戦（横浜）は、開始時間がいずれも17:30に設定されていたが、当番組では両日ともテレビ神奈川（tvk）からの「入り中継」を17:25から放送した。
    - DeNA球団では阪神との2連戦と26日（金曜日）の対巨人戦（当番組では中継を未放送）を「BLUE☆LIGHT SERIES 2024」と位置付けていて、対象の試合が21:30までに終了した場合には、「スペシャルゲスト」（23日はカールスモーキー石井、24日はLINDBERG）によるライブパフォーマンスを横浜スタジアムのグラウンド上で予定していた。もっとも、23日・24日には阪神戦が21:30までに決着しなかったため、「入り中継」はDeNA監督・三浦大輔への試合後インタビュー（tvkが制作するDeNAホームゲーム中継での恒例企画）の映像を放送した直後に打ち切られた。
- 5月6日（月曜日・こどもの日の振替休日）の『開局55周年記念　サンテレビボックス席の日』内で『サンテレビボックス席　開局55周年記念ナイター』として放送を予定していた通算4,500回目の中継は、対象カード（甲子園球場で組まれていた阪神対広島3連戦の第1戦）が天候不良で中止されたことに伴って、2日後（8日＝水曜日）の第3戦（18:01開始のナイトゲーム）にまで持ち越された。
  - 当番組では、第3戦の中継（実況：高野純一＜ABC＞、解説：真弓）を朝日放送テレビからの後リレー方式で放送することを想定していた。実際には、阪神が2点のビハインドで迎えていた9回裏2死1塁の局面で、前川右京（スタメンマスクを任されていた8番打者・坂本誠志郎の代打）が打席に立っていた最中に当番組内での放送へ切り替え。さらに、切り替えた直後（20:53）に前川が二塁へのゴロで凡退したため、当番組にとって節目の中継で阪神の敗戦を伝える羽目になった[128]。
- 6月7日（金曜日）には、西武との交流戦（甲子園）中継（実況：湯浅、リポーター：村上）をテレ玉[129]・KBS京都との3局ネットで放送。この試合では西武・阪神OBの田尾安志が、ゲスト解説者として当番組に初めて出演した（放送上は中田とのダブル解説扱い）。
- 6月25日（火曜日）には、倉敷での阪神主催試合であった中日とのナイトゲーム（解説：井川、実況：橋本、リポーター：湯浅）を、三重テレビとの2局ネットで中継した。
- 7月5日（金曜日）から、七夕に当たる同月7日（日曜日）までは、DeNAとの3連戦（いずれも甲子園でのナイトゲーム）を全試合中継。阪神球団がこの3連戦に合わせて「夏のこどもまつり」を甲子園球場の内外で開催していたことから、当番組での中継に際しては、「阪神の選手が打席に立つシーンや、阪神の投手がマウンドで投球（または投球練習）へ臨むシーンに合わせて、当該選手が直筆で願い事を記した短冊の画像を画面の右側に表示する」という演出を全試合の随所で施していた。この演出は、「夏のこどもまつり」の一環として3連戦の時点で阪神に在籍していた全選手が願い事を直筆で書いた短冊を阪神球団からの協力の下に活用したもので、放送上は短冊の画像を画面の右中央部に映し出していた。
- 阪神甲子園球場が8月1日（木曜日）で開場から100年を迎えたことを記念して、阪神球団が7月30日（火曜日）から同球場で主催していた「KOSHIEN CLASSIC SERIES」（巨人との3連戦）では、サンテレビが第1戦（30日）と第3戦（8月1日）を当番組の完全生中継、第2戦（7月31日＝水曜日、いずれも18:00開始のナイトゲーム）を朝日放送テレビからの後リレー中継で放送。3日間とも開場100周年の記念企画が組まれていたため、両局ではこの企画も以下のように中継している。
  - 第1戦：甲子園球場で何度もライブコンサートを開いているTUBEのスペシャルライブを、5回裏の終了後（グラウンド整備の時間帯）にバックスクリーンの下（甲子園歴史館の営業時間中に「バックスクリーンウォーク」と称して来館者に開放することの多いスペース）で開催することが決まっていたため、当番組ではこのライブの「完全生中継」も特別に実施した。
  - 第2戦：阪神甲子園球場から「甲子園球場100年PRアンバサダー」を委嘱されているベリーグッドマンのスペシャルライブを、5回裏の終了後に外野のフェアグラウンド上で開催。ベリーグッドマンと朝日放送ラジオの縁がかねてから深いこと[130]や、開催の時間帯が朝日放送テレビでの中継枠内であったことから、朝日放送テレビではこのライブを関西ローカル向けに中継した。
  - 第3戦：「甲子園100周年記念式典」が試合前（17:35頃から15分間）にバックスクリーンの下と内外野のフェアグラウンドで執り行われることが決まっていたため、サンテレビではこの式典を『NEWS×情報　キャッチ+』内で生中継。当番組では、この式典でナビゲーターを務めた渡辺謙を「スペシャルゲスト」に迎えたうえで、「解説：福本、実況：湯浅、リポーター：村上」という陣容で第3戦を中継した。5回裏の終了後にはAI（記念式典にも出演していたアーティスト）による「甲子園バースデーライブ」がバックスクリーンの下で催されていたが、当番組ではその模様を中継せず、1世紀にわたる球場史を物語る資料（阪神電気鉄道提供の写真とサンテレビ所蔵のアーカイブ映像）の紹介に充てている。
- レギュラーシーズン全体では、サンテレビが放映権を保有していた阪神戦から、（「入り中継」の対象に入っていた横浜スタジアムの対DeNA戦における雨天中止分の1試合を除く）60試合を中継。9月30日の同カード（甲子園球場におけるホーム最終戦）における自社制作の中継（解説：広澤・下柳、実況：村上、ベンチリポート：湯浅）をもって、シーズン中の放送を終了した。
  - 阪神球団では、秋山拓巳（この年限りでの現役引退を9月15日に表明していた投手）によるユニフォーム姿での「ファイナルピッチセレモニー」を当日の試合前に実施していた。本人は（試合中のベンチ入りが認められる）出場選手登録を外れていたが、当番組では、「ファイナルピッチセレモニー」のダイジェスト映像を5回裏の終了後（阪神園芸の職員によるグラウンド整備の時間帯）と試合の終了後に放送。試合後も、甲子園球場におけるレギュラーシーズン公式戦終了のセレモニー、阪神ナインから秋山に対するマウンド付近での5回にわたる胴上げ、秋山による場内一周の一部始終を生中継で伝えていた。
  - 阪神は球団史上初のセ・リーグ連覇を逃しながらも、前日（9月29日）の対DeNA戦（甲子園）に勝利。この勝利でレギュラーシーズンの2位を確定させたことによって、2年連続のクライマックスシリーズ（CS）突破・日本シリーズ進出・「日本一」（日本シリーズ制覇）達成の可能性が残った。当番組では翌30日の中継を「今年も『サンテレビボックス席』での応援をありがとうございました! 2年連続の日本一へ…」という字幕付きの場内映像で締めくくっていた。
    - DeNAが10月2日にレギュラーシーズンの3位を確定させたことに伴って、CSのファーストステージでは、阪神が甲子園球場でDeNAと再び対戦。しかし、第1戦（10月12日）から2連敗を喫したことによって、「2年連続の日本一」の可能性が完全に消滅した。サンテレビではファーストステージの放映権を確保できなかったため、この年の当番組の放送は、結果として9月30日の同カード中継が最後になった。

### 2025年
- 前年より2試合減少の合計59試合を中継する。
- 5月27日（火曜日）の対DeNA戦（倉敷）はサンテレビで放送せず、関西テレビが7年ぶりに地元の系列局である岡山放送[131]とBSフジ[132]の3局同時ネットで放送。
- 6月19日（木曜日）には、ロッテとの交流戦（甲子園）中継（実況：湯浅、リポーター：村上・桑原秀和）を、チバテレ[133]との2局ネットで放送。この試合ではロッテ・阪神OBの今岡真訪が、ゲスト解説者として当番組に初めて出演した（放送上は福本とのダブル解説扱い）。
- 6月22日（日曜日）のデーゲームで行われたソフトバンクとの交流戦（甲子園）は、朝日放送テレビでは13時55分から16時まで中継。16時からの後リレー中継はサンテレビとKBS京都[134]で放送された。

## テレフォンプレゼント
2009年のサンテレビ開局45周年記念のキャンペーンとして開始された。なお、現在のテレホンプレゼントは、懸賞専用の「67コール」を用いたシステムのため、番号通知設定をした携帯電話からの応募に限られている。応募の締切後にコンピュータによる抽選で当選者を決めていて、当選者には応募の翌日に応募した電話番号へ番号非通知で当選の旨を連絡するほか、中継内でも上記の条件を実況アナウンサーによる紹介と字幕で繰り返し伝えている。
- この年の5月の開局40年到達以後、自主制作で行われる一部の試合で、「おっさんテレホンプレゼント」を開催。これは放送中に表示される電話番号に電話をかけ、更に放送中に発表されるキーワードを当選連絡の際に視聴者が答えれば、抽選で1名に開局40年にちなんで40インチ液晶テレビを贈呈するというものである。
- 好評につき2010年度（平成22年度）もこのプレゼントは継続され、2011年（平成23年）はこれを「40インチ」・「19インチ」それぞれ放送日に1台ずつのプレゼントに変更された。2011年（平成23年）は番組中のキーワード発表はなく、指定された電話番号にかけて登録するだけでよくなった。
- 2013年度は、阪神戦・オリックス戦の一部試合で実施されており、開催日は阪神・オリックス戦両方で10万円の商品券（各試合1名）、阪神戦の場合は甲子園で行われる阪神主催試合のチケット、オリックス戦の場合はサンテレビオリジナルクオカード3000円（各試合5名。試合チケットはペア分）を贈呈した。
- 2014年度も、阪神・オリックス戦の一部（前年同様随時実施）で、10万円相当のギフト券などをプレゼントするが、同年度からは携帯電話（スマートフォンも含む）からのみの応募となった（一般回線の電話からは応募不可）。
- 2015年度以後は、現金のプレゼントが廃止された代わりに、兵庫産の神戸牛やお米、試合日によっては甲子園で行われる阪神主管試合のチケットなどの贈呈が行われている。なお現金プレゼントは2016年から再開しているが、現金のプレゼント当選は20歳以上を対象とする年齢制限が敷かれた。また不定期で、ジャンボ宝くじの発売時期に合わせて、現金に代わり宝くじを贈呈する場合もある（この場合でも20歳以上限定）。
- 現金プレゼントの再開後は、20歳以上の応募者から抽選で1名に現金1万円を贈呈することを基調に、一部の中継で「へそくり2万円」と称して贈呈額を2万円に設定。以下のように、大幅に増額することもある。2023年からは、特別企画を実施しない中継でのプレゼント額を2万円に固定しているほか、「へそくり3万円」のプレゼント企画を随時実施。
  - 2019年5月6日の「開局50周年記念特別中継」（前述）では、現金50万円を抽選で1名にプレゼント。2020年以降の中継では、現金33万円を抽選で1名に贈呈するテレフォンプレゼントを、年に1回のペースで実施している。
    - 2020年：中秋の名月と重なった10月1日の阪神対中日ナイトゲーム（甲子園）中継
    - 2021年：甲子園球場における阪神のレギュラーシーズン開幕戦（4月6日の対巨人ナイトゲーム）中継
    - 2022年：9月4日の阪神対巨人ナイトゲーム（甲子園）中継（「伝統の一戦スペシャルプレゼント」として実施）

  - 2022年7月の「おっ！サン伝説2022・真夏の13連戦」期間中（14日 - 31日）に阪神戦の中継内で実施した「テレフォンプレゼント」では、プレゼント対象の現金の金額を中継1試合につき13万円、総額の上限を169万円（＝13万円×中継予定の13試合）に設定。この期間には、現金以外の物品・サービス利用権（飲食店での食事券など）のプレゼント企画も「テレフォンプレゼント」や「データ放送スタンプラリー」で実施しているため、（現金を含めた）プレゼントの総額が200万円に及んでいた。なお、実際には1試合が中止されたため、総額で156万円（＝13万円×実際に中継が放送された12試合）分の現金をプレゼント。
  - 2023年・2024年には、レギュラーシーズン最後の中継で、現金30万円のテレフォンプレゼントを実施した。

このテレフォンプレゼントは、原則としてサンテレビが自社制作する阪神・オリックス戦（ホーム・ビジター問わず）を対象に募集する（ただし全部ではない。対象試合はデータ放送、番組ホームページでも告知する）。対象となる試合が実施される場合、中継の開始と同時に応募を開始し、3回の阪神・オリックス攻撃時に行われる初回の告知以後試合が続いている場合、以後は試合の成立・不成立を問わず、当日24時まで募集。3回の攻撃前までにノーゲームとなった場合は、その時点をもって一旦締め切ったのち、それらの応募分は次回の対象試合募集時に繰り越して有効とする。また、試合開始前に試合が中止となった場合は応募自体も中止となる。

## その他の特記事項
- 西澤が当番組の中継で実況を担当した1973年（昭和48年）10月22日の阪神対巨人デーゲーム（甲子園球場）は、両チームにとってセントラル・リーグの優勝がかかった大一番であった。しかし、阪神は0-9で大敗。優勝を逃したばかりか、巨人に9連覇を決められた。そのため、試合終了直後から、場内の至る所で暴動が発生。暴徒と化したファンは、三塁側ベンチの巨人ナインばかりか、当番組と同時に中継を放送していた読売テレビの中継用カメラや記者までをも容赦なく襲撃した。

- サンテレビでは暴動の最中も中継を続けていたため、西澤はネット裏内野スタンド中段の放送席で実況を継続。「サンテレビは俺たちの味方や」というファンの一声で難を逃れた。同時にテレビ中継を実施していた朝日放送の放送席やカメラも、試合実況中に暴徒が実況を妨害した場面があったものの、当時アナウンサーで虎党として知られていた中村鋭一がゲスト扱いで出演していたと言う理由で襲撃を免れている。ちなみにサンテレビでは、「サンテレビは俺たちの味方や」というロゴを横の方向に大きく縫い込んだマフラータオルを、神戸駅前JUSTスクエアへの本社機能移転（2021年6月）に合わせて「公式グッズ」として発売。「開局55周年記念　サンテレビボックス席の日」の放送（2024年5月6日）に際しても、「サンテレビは俺たちの味方や」というフレーズを前面に押し出していた。

さらにサンテレビに掛かってくる電話でも「今日の（阪神の）調子はどう?」「今日の先発誰?」「今日試合はあるのか」などが多いという。近年は阪神のホームゲームであってもサンテレビでの中継数が減る傾向にあるが、2022年の7月14日から31日までは、「『（阪神の）全試合（を）サンテレビ（で完全に中継すること）がええ（良い）のに』という阪神ファンの夢を叶える阪神戦13試合連続中継」と銘打って「おっ!サン伝説～真夏の13連戦～」を実施している。
- 阪神戦が中継カードで勝利した日には、中継のエンディングで、その日活躍した選手達のプレイを格好良く構成した1分弱のVTRを流して締めている（引き分け時も行うときがある）。BGMはホワイトスネイクのギタリスト、レブ・ビーチのソロ曲「Black Magic」[135]。なお以前放送されていたオリックス戦中継の際も、オリックスが勝利した場合にこの手法が用いられた（こちらも引き分け時も行うときがあった）が、阪神戦中継とは別のBGMが用いられていた。逆に、阪神が負けた日には、相手球団のヒーローインタビューの時間帯に、解説者と実況アナウンサーが敗戦の原因・分析、反省、今後の展望などに関するトークを展開。トークが一段落した時点で放送を終了するパターンが多い。以前行われていた阪神の地方開催でスカイ・AやGAORAでも同時ネットを実施する中継でも、このパターンに沿っていた。ただし、2024年のレギュラーシーズン最後の中継（9月30日の対DeNA戦）では、阪神が8回裏の終了まで無安打に抑えられた末に敗れたにもかかわらず、前述した事情から「Black Magic」付きのVTRをエンディングで流していた。

- 阪神とオリックスの交流戦（いわゆる「関西ダービー」）の中継を自社で制作する場合には、主催球団を問わずベンチリポーターを両チームに配置する年度もある（2022年は1名で兼任）。またオリックスが勝利した（阪神が敗れた）場合にも、オリックス選手へのヒーローインタビューを放送するなど、オリックス側にも配慮した中継を実施している。両チームともサンテレビの番組を地上波で視聴できる地域に本拠地を置いていることや、同局が阪急→オリックスの試合も中継してきたことによる[136]。阪神がオリックス以外の球団と対戦する試合の中継をサンテレビで制作していて、その試合に阪神が敗れた場合に、相手球団の選手へのヒーローインタビューを当番組でも放送することがある（2019年の中日・大野雄大や2021年のロッテ・佐々木朗希とDeNA・牧などが該当）。

- 2023年までの中継では、スポンサーとの契約の範囲が、対象カードの開始時から9回終了時までに限られていた。そのため、対象カードが延長戦に入った場合には、延長戦（9回裏終了後）のイニング間のCM枠をサンテレビ関連のインフォメーション（主催イベントの告知など）やACジャパンのCMで埋めていた。2024年には、前年から付いているスポンサーの1社が延長戦を単独で提供。これを機に、「虎」を象ったこの会社のイメージキャラクターと「おっ!サン」のコラボレーションによるCMと同社からのCMを、延長戦のイニング間にセットで放送するようになった。また、1990年前後および、2021年以降の中継ではイニング途中の投手交代時にもスポンサーのCMを挿入している。

- トップ&リレー中継実施の場合は、スコア表示は朝日放送テレビ仕様を使用し、サンテレビのクレジットは技術協力に関与した場合のみ制作協力として表示される。また水曜・日曜ナイターの完全生中継実施時はスコア表示はサンテレビ仕様を使用し、中継のタイトルクレジットには「制作・ABC、制作協力・SUN-TV」と出る（いずれも番組送出はサンテレビから。ただし、例外として他の曜日に朝日放送制作をした中継がある）ただし、甲子園開催日の朝日放送テレビ制作・サンテレビ完全中継による放送であっても「スーパーベースボール」のタイトルの簡易セットが設えられてある。

- 制作局のサンテレビと阪神タイガース球団、ならびにその親会社である阪神電気鉄道、阪急阪神ホールディングスとの間にはほとんど資本関係がない（日本テレビと読売ジャイアンツ、CBCテレビ・東海テレビと中日ドラゴンズ、在広局と広島東洋カープとは異なる。もっとも、資本関係があってもフジテレビと東京ヤクルトスワローズ、TBSテレビと横浜DeNAベイスターズの例もある）。

- 地上デジタル放送の番組表で番組名の最後に、「○」の記号が入るとハイビジョン制作ではないという意味である。

- 2014年以降の中継において途中の提供クレジット切り替え時に、t-squareのscramblingが20秒程度に編集され使用されている。

- 甲子園球場からの阪神戦中継では、少なくとも第3期改修が完了した2010年シーズン以降、8台のテレビカメラを同時に使用している。ちなみに、8台目のカメラ（通称「8カメ」）は、バックネット裏の銀傘の上に固定。ダイヤモンド、マウンド、バッターボックスを上から撮影できることから、打者によるスイングの軌道や、本塁上のクロスプレーの瞬間などをスロー再生で克明に映し出せるようになっている。

- 2022年からは、サンテレビと朝日放送テレビの共同プロデュースによる「リレー中継」の公式グッズを、レギュラーシーズンの開幕に合わせて発売している。

### スピードガン事件
2005年（平成17年）7月19日の阪神対横浜戦（阪神甲子園球場）で、延長12回裏一死から阪神・赤星への6球目に横浜（当時）のクルーンが161km/hを記録（結果はファウル）したが、サンテレビのスピードガン表示は159km/hだった。これは、サンテレビのスピードガンの最大計測速度が当時159km/hにまでしか対応できなかったことに起因するものであった。このことに対し視聴者から問い合わせが殺到した。並列で放送をしていたNHK BS1（Tigers-aiと共通）と関西テレビは161km/hと表示していた。
この問題を受け、サンテレビは翌2006年から160km/h以上に対応したスピードガンに更新した。

### ポストシーズンにおける中継
独立局で初めて日本シリーズのテレビ中継放映権を獲得したのはサンテレビジョンで、阪神と西武が対戦した1985年（昭和60年）に、第3戦と第5戦（いずれも甲子園球場で開催）を自社制作で中継した。阪神は2003年・2005年・2014年・2023年にも日本シリーズへ進出したが、サンテレビではいずれの年も日本シリーズの放映権を獲得できなかったため、自社制作による生中継を見送っている。
ただし、阪神とダイエーが対戦した2003年の第7戦（福岡ドーム）および、阪神とロッテが対戦した2005年の第2戦（千葉マリンスタジアム）では、テレビ東京や系列局が制作した中継をKBS京都・三重テレビとともに同時ネットで放送した。通常編成ではテレビ東京系列局が制作する番組を同時ネットで放送していないサンテレビ・KBS京都・三重テレビの独立3局による中継の同時ネットは、本来の放送対象地域内にテレビ東京の系列局が存在しないことを踏まえた特例措置で、阪神とオリックス以外の球団が進出した2006年・2007年の日本シリーズでも実施していた。
日本シリーズへの出場チームを決める目的で2007年から（2020年を除いて）レギュラーシーズンの終了後に開催されているクライマックスシリーズ（CS）については、阪神が「セントラル・リーグ（セ・リーグ）優勝チーム」として球団史上初めて甲子園球場でのファイナルステージへ臨んだ2023年に、セ・リーグのファイナルステージを初めて中継。10月18日（水曜日）の18:00から組まれていた第1戦（広島とのナイトゲーム）において、朝日放送テレビ制作分の関西ローカル向け中継を、後リレー方式で20:53から放送した。もっとも、リレー直前の20:52に第1戦が終了（阪神が4対1で勝利）したため、サンテレビの放送枠内ではヒーローインタビュー、岡田彰布（阪神）への勝利監督インタビュー、水樹奈々（当日の試合のゲスト）による「六甲おろし」の生歌唱、朝日放送テレビで放送された中継のダイジェスト映像を流すだけにとどまった。実際には阪神は第3戦（10月20日）までの3連勝によってステージ突破と日本シリーズ進出を決めたが、第6戦が10月23日に発生した場合には、サンテレビ単独での中継が予定されていた。
その一方で、オリックスがパ・リーグのCSや日本シリーズへ進出した年の当番組では、オリックスが出場するCSや日本シリーズの中継を2023年まで放送していない。当番組ではオリックス主催の公式戦中継を前身球団の阪急時代から定期的に実施していたが、阪神とオリックスが日本シリーズで初めて対戦した2023年にも、前述した事情から日本シリーズの中継を放送できなかった。京セラドーム大阪で10月29日に組まれていた第2戦では、テレビ東京の制作・テレビ大阪の制作協力によるテレビ中継をテレビ東京系列で放送していたものの、サンテレビを含めた独立局での同時放送までには至っていない。

### 長時間にわたる中継
- 1992年（平成4年）5月27日の18:00に甲子園球場で始まった阪神対大洋戦では、当時のNPBの試合規定によって、延長15回の末に阪神が2 - 1でサヨナラ勝利。当時の日本プロ野球公式戦最長試合記録も達成した。サンテレビではこの試合を、朝日放送とのトップ&リレー中継で放送。朝日放送での中継終了後の20:54からは、試合終了の直後（23:40頃）まで単独で中継を続けた。
  - この中継では、当時朝日放送のアナウンサーだった楠淳生が実況、福本が解説を担当。スコアボードに0が並んだまま延長戦に入った様子を、福本が思わず「たこ焼きみたいやな」と表現したことでも知られている[141]。
  - サンテレビでは中継の終了後に『サンテレビニュース』を編成していたが、放送枠の完全スライド措置を講じたため、当初の予定から2時間15分遅れの23:41から放送された。
- 同年9月11日（金曜日）の18:00に甲子園球場で始まった阪神対ヤクルト戦は、9回裏2死1塁で阪神の八木裕が放った本塁打性の打球の判定をめぐる中断（37分間）をはさんでから、開始から6時間26分後（翌12日の0:26）に延長15回で終了（結果は3対3の引き分け）。NPBの公式記録では中断時間も試合時間に含まれることから、前述の最長試合時間記録を更新した。サンテレビでは、KBS京都との同時ネット方式で、この試合をプレイボールから生中継（実況：西澤、解説：鎌田、スコアラー：谷口）。KBSが最大延長オプションを行使した末に21:52（前述した八木の打席の直前）でネットを終了したのに対して、サンテレビでは試合終了直後（22日0:30）までの完全生中継を実施したところ、同局の瞬間最大視聴率は50%にまで達した[142]。さらに、中継終了後に編成されていたレギュラー番組についても、放送時間を繰り下げながら12日午前5時頃までにすべて放送した。
- 2003年（平成15年）9月15日には、阪神が18年振りセ・リーグ優勝へのマジックナンバー2で迎えた広島戦とのデーゲームを甲子園球場から関西テレビ・NHK BS1と並列で生中継。阪神がこの試合に引き分けたことでマジックナンバーを1に減らしたため、サンテレビでは中継の終了後に通常編成へいったん切り替えた。ただし、マジック対象チームのヤクルトが横浜とのナイトゲーム（横浜スタジアム）で敗れた場合に備えて、当番組の中継スタッフは阪神ナイン・対広島戦の観客と共に甲子園球場で待機。実際には阪神対広島戦のおよそ2時間後にヤクルトの敗色が濃厚になったため、サンテレビでは通常番組を中断したうえで、甲子園球場からの生中継に切り替えた。このような対応の結果、前回の優勝時（1985年）には球場と放映権の関係で実現できなかった『阪神監督への胴上げの瞬間』を、開局以来初めて中継できた。
  - 「阪神が甲子園球場での試合に勝利したことによるリーグ優勝の決定→阪神監督への胴上げ」の生中継も、2005年（平成17年）9月29日の対巨人戦（よみうりテレビ・NHK BS1との並列生中継）で実現。2023年（令和5年）9月14日のセ・リーグ優勝決定試合（甲子園球場での対巨人戦）は、兵庫県ローカル向けながら、地上波のテレビ局では唯一サンテレビが中継した、なお、全国向けの衛星放送では、BS朝日が西武対ソフトバンク戦（ベルーナドーム）中継との二元方式で朝日放送テレビ発の緊急生中継を実施。

### 中継での映像技法
スローモーションの映像からライブ映像に戻る際によく用いられるクロスフェードの映像技法を、当番組では伝統的にあまり用いていない。阪神サイドに大きなプレーが出た時は、まれにクロスフェードを用いる場合があるが、その日の中継を担当するディレクターやスイッチャーの匙加減もあるため使用頻度はまちまちである。
無死あるいは一死かつ走者が三塁にいる状況で次の打者が外野に打球をあげた場合、犠牲フライになるのを想定して画面左上に素早く三塁走者のワイプ映像を挿入する。これで三塁走者がスタートを切る様子と外野からのバックホームの様子を同時に見ることが出来る（ただし、ファウルフライを打ち上げた時は犠牲フライの想定外からか、三塁走者のワイプ映像を出さない場合があるが、以前まで甲子園はファウルグラウンドが広かったため、捕球体制によってはまれに犠牲フライになってしまう場合があった。またレフト方向の打球で野手と三塁走者が同一画面で見える場合もワイプ映像を出さない場合がある）。この技法を行っているのは、サンテレビだけである。なお、中国放送が広島主催の北陸遠征の対阪神戦でサンテレビの中継映像を自社実況・スコア表示に差替えて放送した際にも、この技法による映像がそのまま配信されていた。

### 「サンテレビ開局50周年　サンテレビボックス席展」（2019年）
サンテレビでは、開局50周年を迎えた2019年（令和元年）の8月14日（水曜日） ・16日（金曜日）- 19日（月曜日） に、開局記念企画の一環として「サンテレビ開局50周年　サンテレビボックス席展～名勝負とともにふり返る完全中継の歴史～」を、当時営業していたそごう神戸店（神戸市中央区三宮）本館9階の催会場で実施。当番組50周年の歴史をアーカイブ映像やVRで体感できるブースや、前述した日本プロ野球最長試合中継の（CMを除く）アーカイブ映像をノーカットで6時間にわたってフルに流すブースを設けたほか、中継担当のアナウンサー・解説者によるトークショーを連日開催した。

### 阪神球団公式ドキュメンタリー映画への映像提供（2020年）
サンテレビでは、2020年2月14日から2週間限定で公開された阪神タイガース創立85周年記念ドキュメンタリー映画『阪神タイガース THE MOVIE～猛虎神話集～』（製作：『TIGERS THE MOVIE』製作委員会、配給：KADOKAWA）の制作に際して、朝日放送テレビと共同で過去の阪神戦中継のアーカイブ映像を提供した。同作品では、提供された映像から、8つの名シーンを「神話」としてセレクト。当番組のゲスト解説者である掛布をナビゲーターに起用したほか、熱烈な阪神ファンであることを公言している著名人から、石坂浩二・松村邦洋・佐藤隆太・千秋が出演している（石坂はナレーションや田淵へのインタビューも担当）。
ちなみに、2012年劇場公開の映画『あなたへ』（製作：東宝、主演：高倉健）でも、サンテレビ・阪神タイガースからの協力の下に、2005年セントラル・リーグ優勝決定試合（9月29日・阪神甲子園球場での対巨人戦）での中継映像を劇中に挿入した。実況担当の谷口が優勝決定の瞬間に叫んだ「岡田阪神・大願成就!!」というセリフが、決定の瞬間の映像とともに使われている。

### 「開局55周年記念　サンテレビボックス席の日」（2024年）
サンテレビが開局55周年を迎える2024年（令和6年）の5月には、当番組の放送開始日でこどもの日の振替休日にも当たる6日（月曜日）を、「サンテレビボックス席の日」と称して3部構成の特別番組を16:00に編成。当日は阪神対広島のナイトゲームが阪神甲子園球場で組まれていて、サンテレビがこの試合の地上波のテレビ放映権を取得していることから、試合が発生した場合には「第3部」扱いで完全生中継を予定していた。
- 第1部（16:00  - 16:55）「俺たちのミカタ　野球中継の裏側に迫る」（VTR出演：掛布雅之・谷口英明・湯浅明彦など、ナレーター：村上昂輝）
  - 阪神ファンから「俺たちの味方」と親しまれる当番組での阪神戦中継の舞台裏を、サンテレビの単独制作で2023年の8 - 10月に甲子園球場から放送されたホームゲームの中継を中心に、55年にわたる伝統を受け継ぐ若手スタッフ（女性では初めての中継ディレクターを同年の9月から務めているサンテレビスポーツ部の松井愛など）の奮闘に焦点を当てながら紹介。実況・ベンチリポート担当のアナウンサーをはじめ、2024年の阪神戦中継に従事している制作・技術スタッフ全員の氏名を記したエンドロールを流すことによって、このパートを締めくくった。
- 第2部（16:55  - 17:59）「『熱血!タイガース党スペシャル』in 甲子園」
  - 『熱血!タイガース党』2023年度版のレギュラーメンバーから、「党首」の福本豊、「副党首」の中田良弘、「幹事長」の濱中治、「秘書」の武田訓佳、「党首補佐」の湯浅・橋本航介が「甲子園」（阪神甲子園球場内のロイヤルシート）に集結。阪神タイガースとサンテレビの歴史を生放送で紐解いていたほか、この時間帯のみ、YouTubeのサンテレビ公式チャンネルでも動画のサイマル（地上波の兵庫ローカル向け放送との同時）配信を実施していた。ちなみに、阪神対広島戦の開催が確定した場合には、試合の直前情報をこの時間帯で伝えることになっていた。
- 第3部：「『サンテレビボックス席』　開局55周年記念ナイター」（実際には『虎辞書なる!!』を単独番組扱いで18:00 - 19:25に放送してから通常編成へ移行）
  - 第1回の中継と同じカード（甲子園球場での阪神対広島戦）を、「解説：真弓明信・掛布、実況：村上、ベンチリポート：湯浅」という陣容で、KBS京都との2局ネットによる18:00からの完全生中継で放送することを予定。サンテレビのYouTube公式チャンネルでは、この中継と連動したライブ配信を、「『サンテレビボックス席』バックネット裏生配信 in 甲子園」と称して18:30から計画していた。
  - 阪神対広島戦の開催が確定した場合には、現金55万円などの「テレフォンプレゼント」が、この試合の中継で実施されることになっていた。実際には第1部を開始する前に試合の中止が決まったため、サンテレビでは、『サンテレビボックス席の日』としての放送を第2部で終了[27]。18:00以降の時間帯には、あらかじめ雨傘番組に設定していた『虎辞書なる!!』（第1部でも取り上げていた2023年9月14日の阪神対巨人ナイトゲーム中継のアーカイブ映像）を19:25まで放送した後に、月曜日の通常編成へ復帰した。
  - 「『サンテレビボックス席』バックネット裏生配信 in 甲子園」については、「～阪神広島中止になっちゃったけどせっかく集まったみんなで一緒にワイワイスペシャル～」というサブタイトルを付けたうえで、『虎辞書なる!!』などの番組の放送とは別に18:30頃から実施。前述した第2部の出演者が、甲子園球場内のロイヤルシートで飲食しながら「生配信」に登場していた。

なお、サンテレビが開局記念日に当たる5月1日（月曜日）から6日まで神戸阪急本館9階の催事場（「そごう神戸店」時代の2019年にも「サンテレビ開局50周年　サンテレビボックス席展」で使用していたスペース）で開いていた「おっ!サンテレビまつり」（入場無料の開局55周年記念イベント）では、「サンテレビボックス席コーナー」を設置。当番組で中継した阪神の2003年・2005年・2023年セ・リーグ優勝決定試合のアーカイブ映像をノーカットで流していたほか、3日（金曜日・憲法記念日）には「福本豊 熱血!トークショー」、4日（土曜日・みどりの日）には「中田良弘 熱血!トークショー」が催された。
さらに、サンテレビでは当番組の放送55周年を記念したカラー刷りの号外の製作を『デイリースポーツ』に委託したうえで、この号外を5月6日に兵庫県内の各地（甲子園球場の場外など）で配布することを計画。発行支援金のクラウドファンディングをオールイン（All-in）方式で実施したところ、支援金の総額が受付の最終日（5月5日）までに目標額（55万円）へ達したため、号外は翌6日に発行された。当番組に関する号外をサンテレビが自主的に製作することは初めてで、クラウドファンディングの実施に際しては、1口当たりの支援金額に応じて5つのコース（「550円」「2,000円」「3,300円」「5,500円」「16,500円」）を用意。3,000円以上のコースでの支援者には号外裏面への氏名（またはニックネーム）の掲載、16,500円コースでの支援者には氏名の掲載に加えて『熱血!タイガース党』（2024年度内のレギュラー放送）でのスタジオ観覧権を「リターン」に定めている。

### 視聴率
サンテレビが地上波独占中継した2023年阪神タイガースのリーグ優勝決定試合（9月14日、甲子園球場）は個人13.4%、世帯20.8%の視聴率をマークした。これは1997年の調査開始以降、最も高い記録である。分別の最高視聴率は個人20.0%、世帯29.0%（20時51分）。なお、データはビデオリサーチ調べであるが、ビデオリサーチ社では通常サンテレビを始め独立放送局の番組視聴率調査は行っておらず、今回はサンテレビからの要請に応じて特別に調査を行った結果であった（そのためデータとしては「ソノタ（その他）」として計上された）。それまでの調査開始以降最高視聴率記録は2003年7月5日のヤクルト戦（世帯17.5%）であり、2003年のリーグ優勝決定戦は13.4%、2005年のリーグ優勝決定戦は14.9%であった（いずれも世帯視聴率）。
なお、プロ野球史上最長試合である1992年9月11日の阪神対ヤクルト戦では、平均視聴率28%という開局最高の記録をマークし、瞬間最高視聴率は50%であった（ニールセン調べ）。

## Monday Night ボックス席
『Monday Night ボックス席』（マンデーナイトボックスせき）はサンテレビジョンで2025年7月7日から放送しているスポーツ番組。
この番組では、プロ野球公式戦のない月曜日に阪神タイガースの前週のハイライトを『サンテレビボックス席』から抜粋して送るほか、選手のインタビューに加え、この週に出演する解説者が、前週に活躍したタイガースの選手から勝手に週間MVPを選出するスポーツ番組である。

### 出演者
- サンテレビボックス席実況アナウンサー
- サンテレビ野球解説者

### 放送時間
- 毎週月曜日 21:30 - 21:59